# 스페인의 재외공관 목록

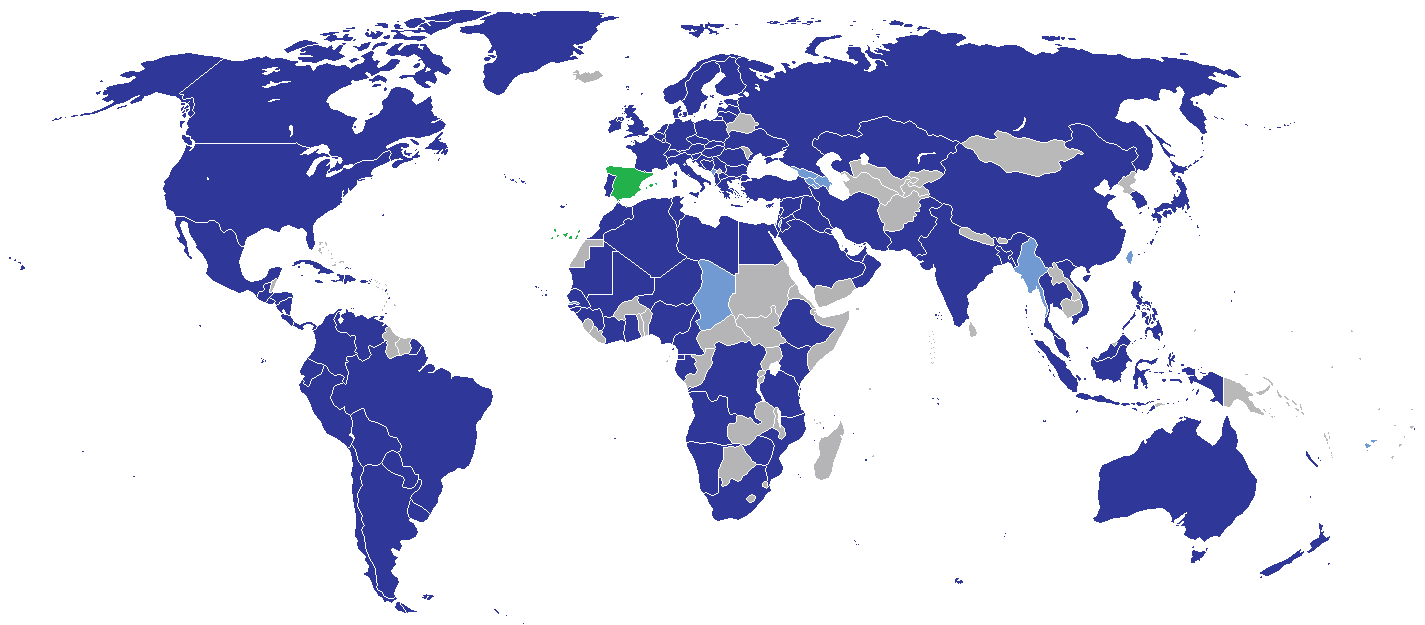
스페인의 재외공관

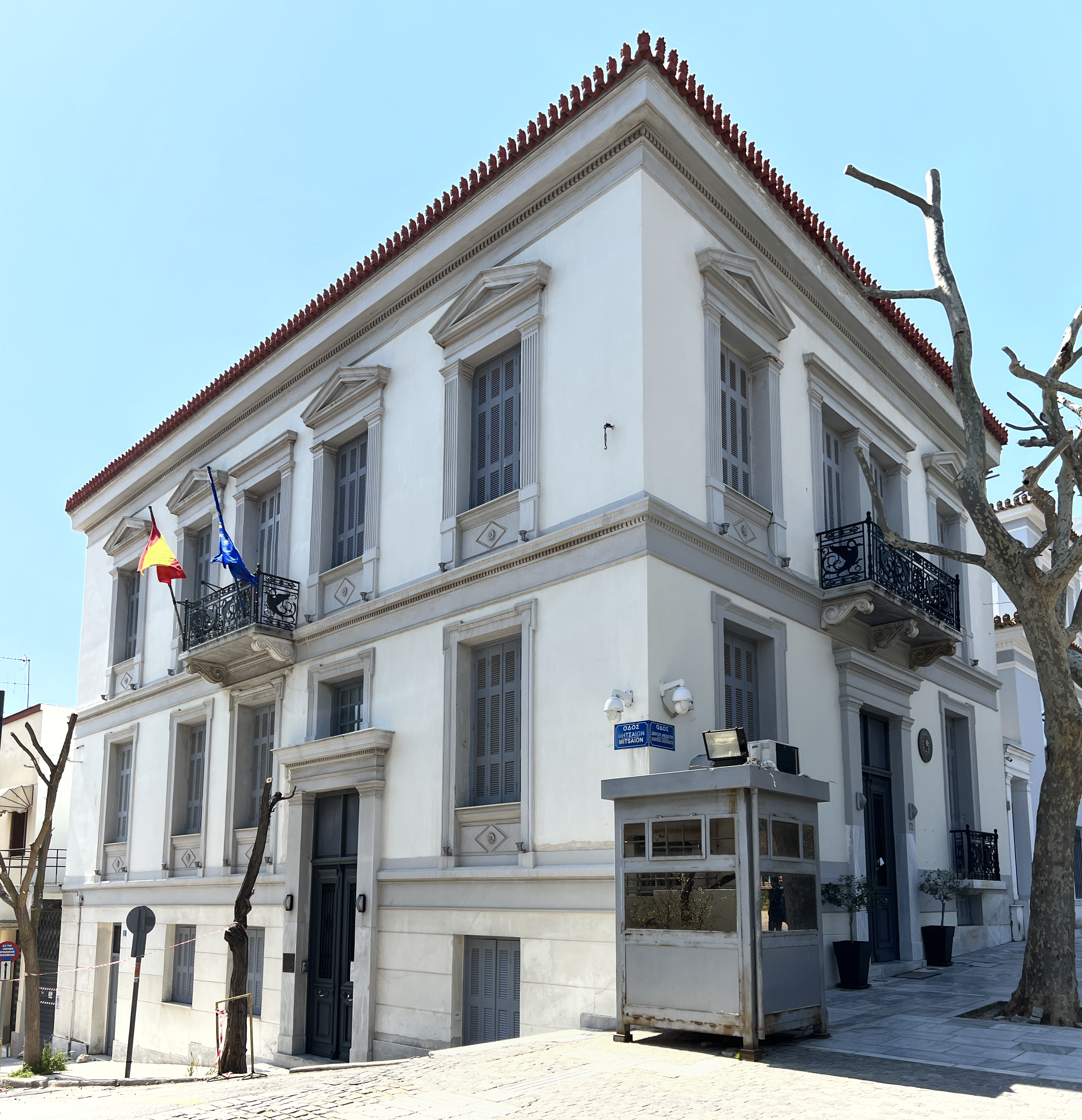
주 그리스 스페인 대사관

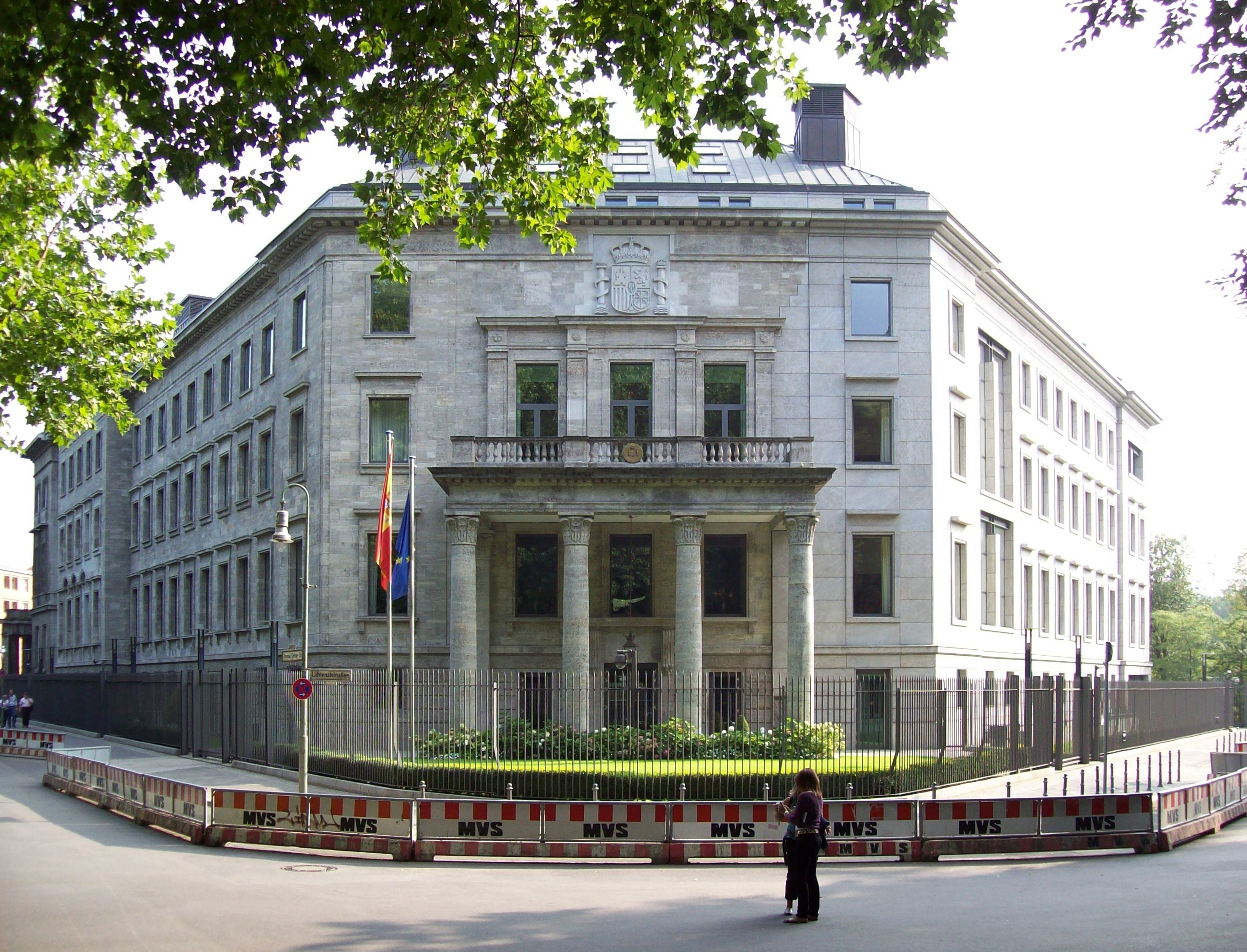
주 독일 스페인 대사관

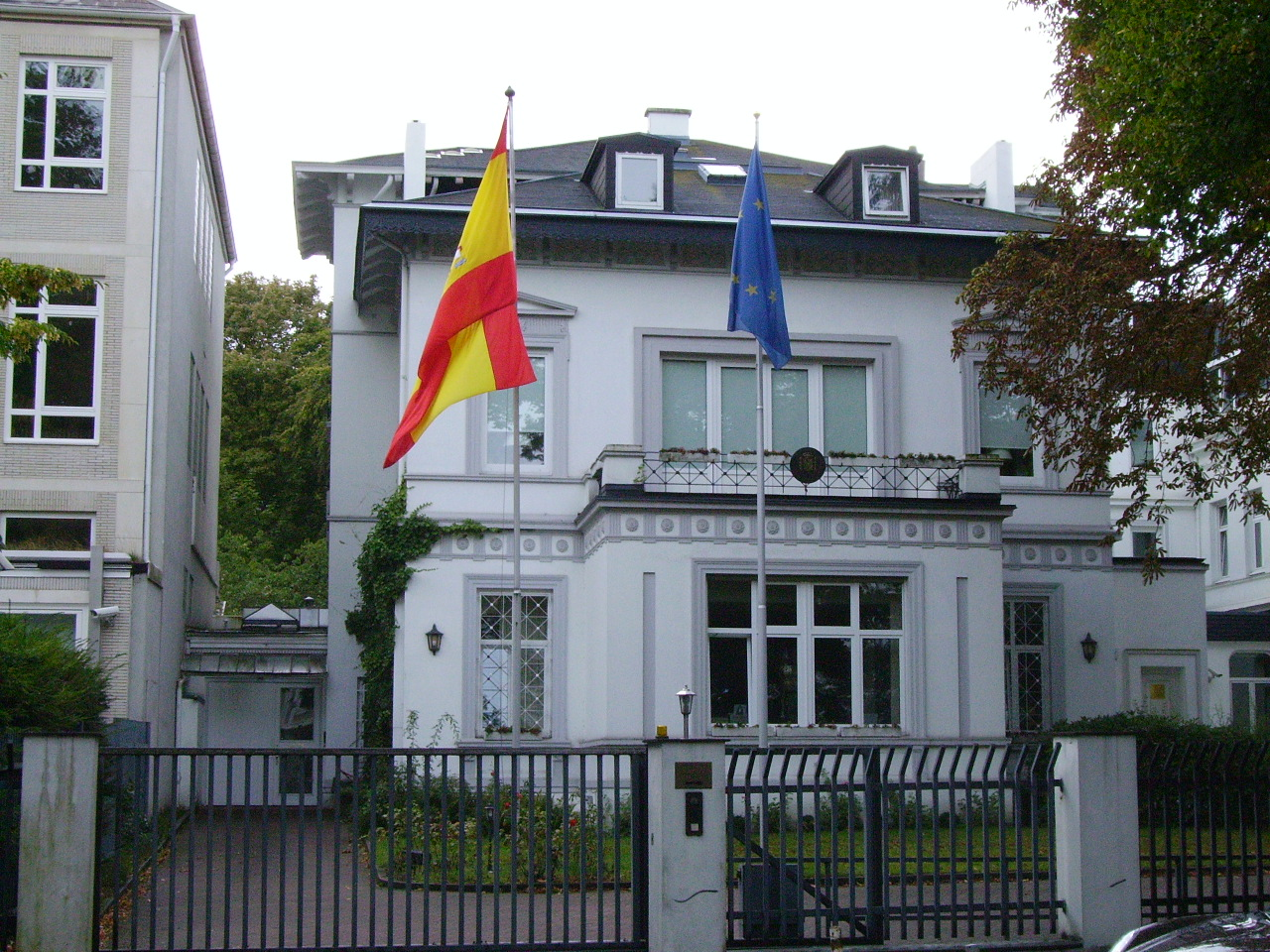
주 함부르크 스페인 총영사관

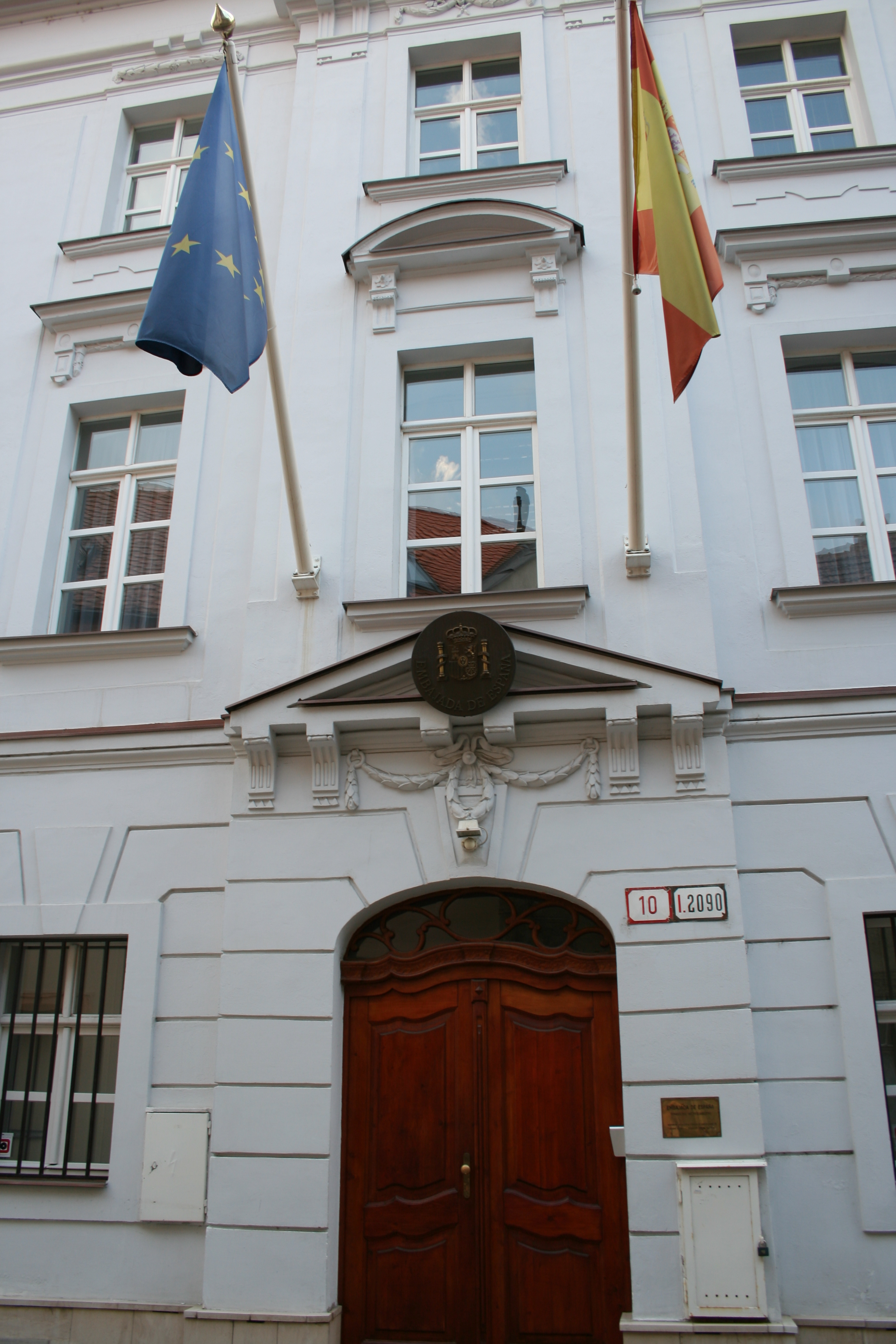
주 슬로바키아 스페인 대사관

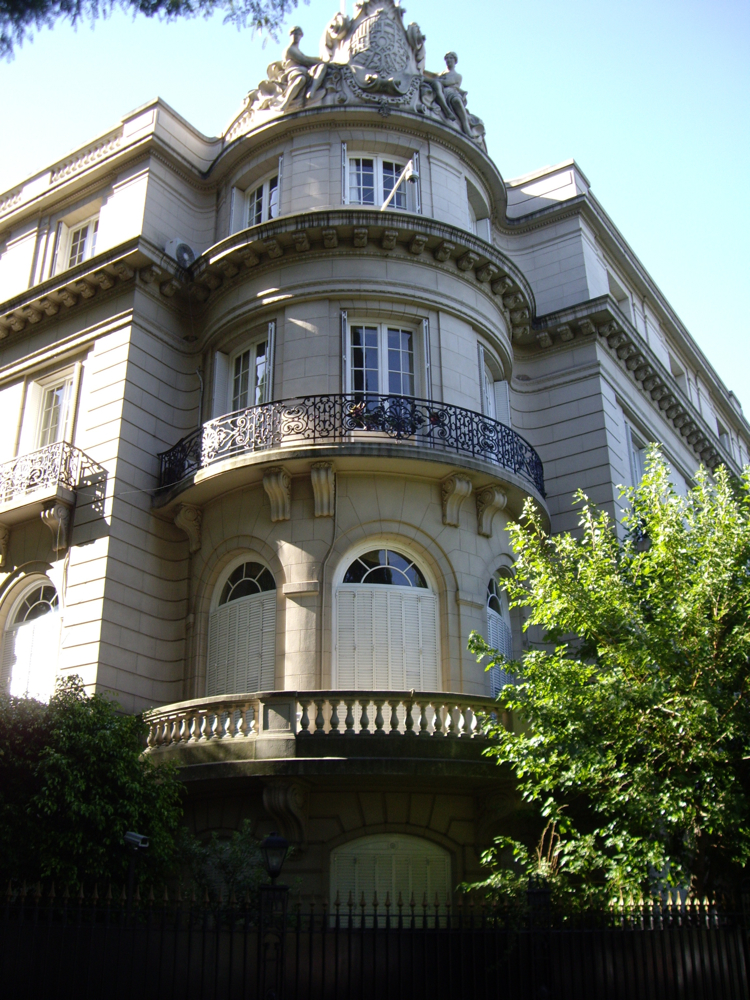
주 아르헨티나 스페인 대사관

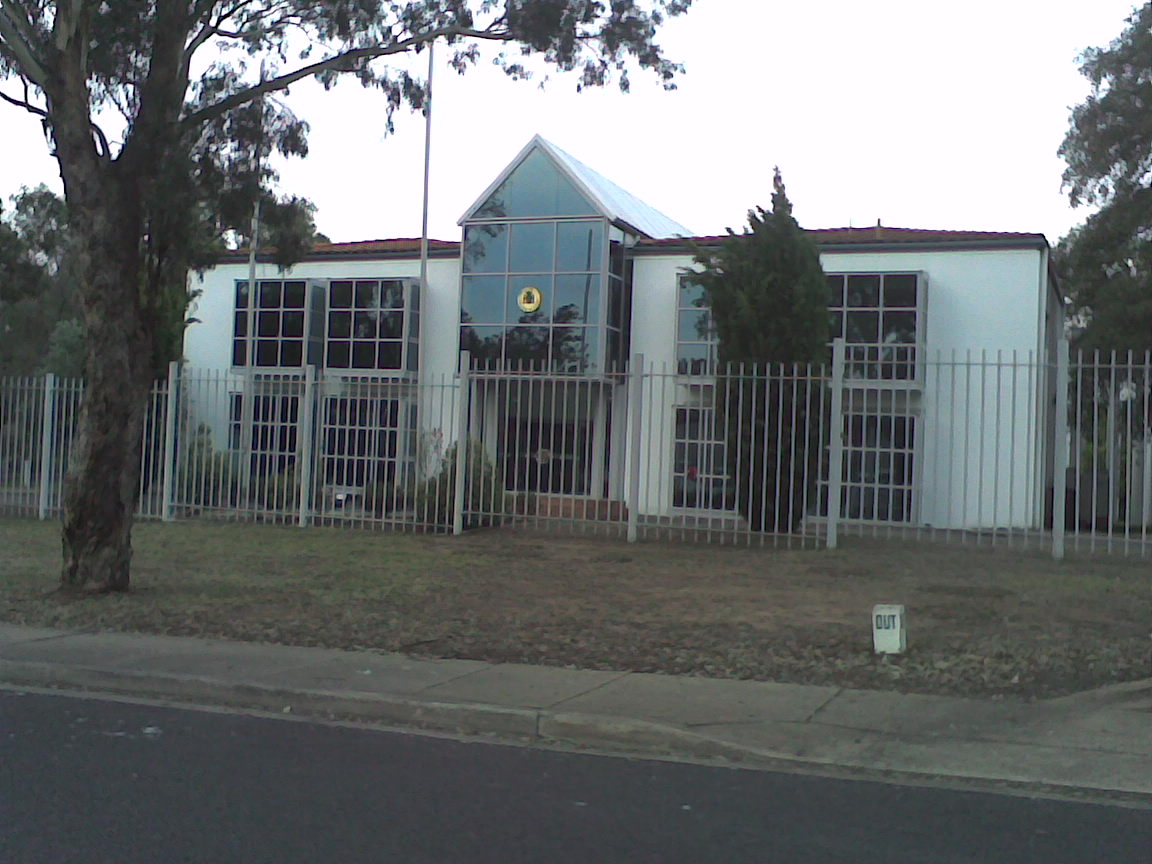
주 오스트레일리아 스페인 대사관

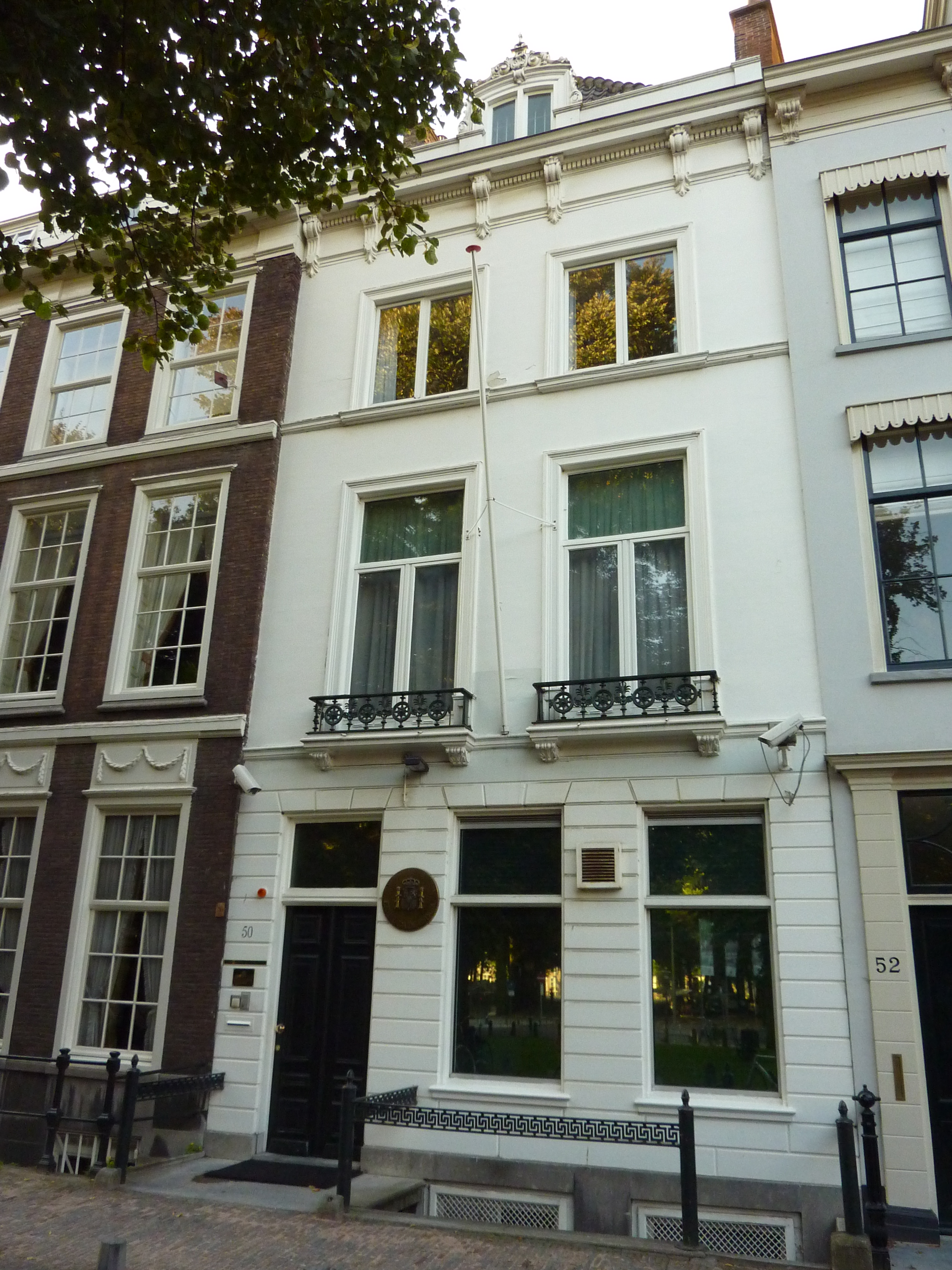
주 네덜란드 스페인 대사관

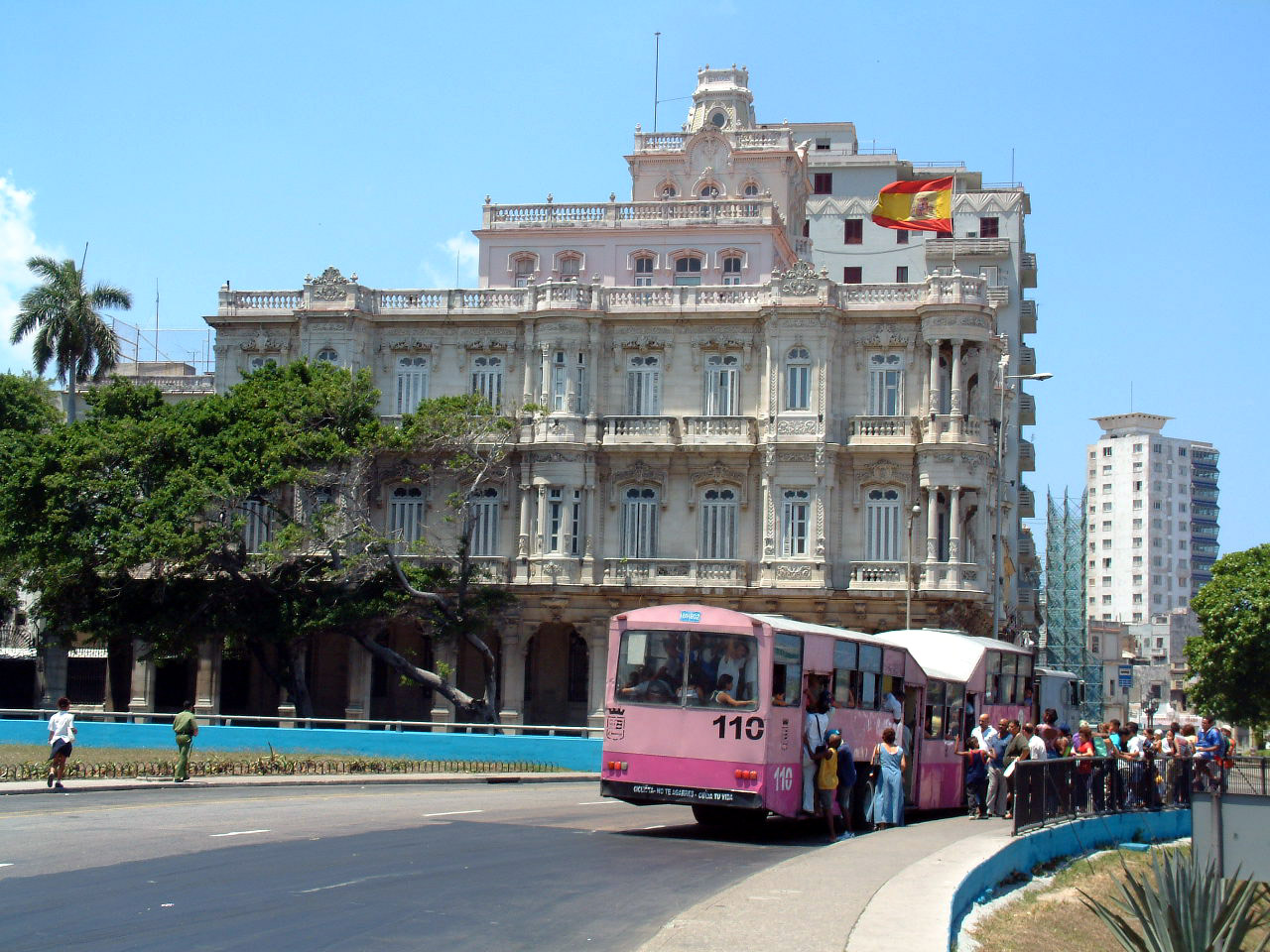
주 쿠바 스페인 대사관

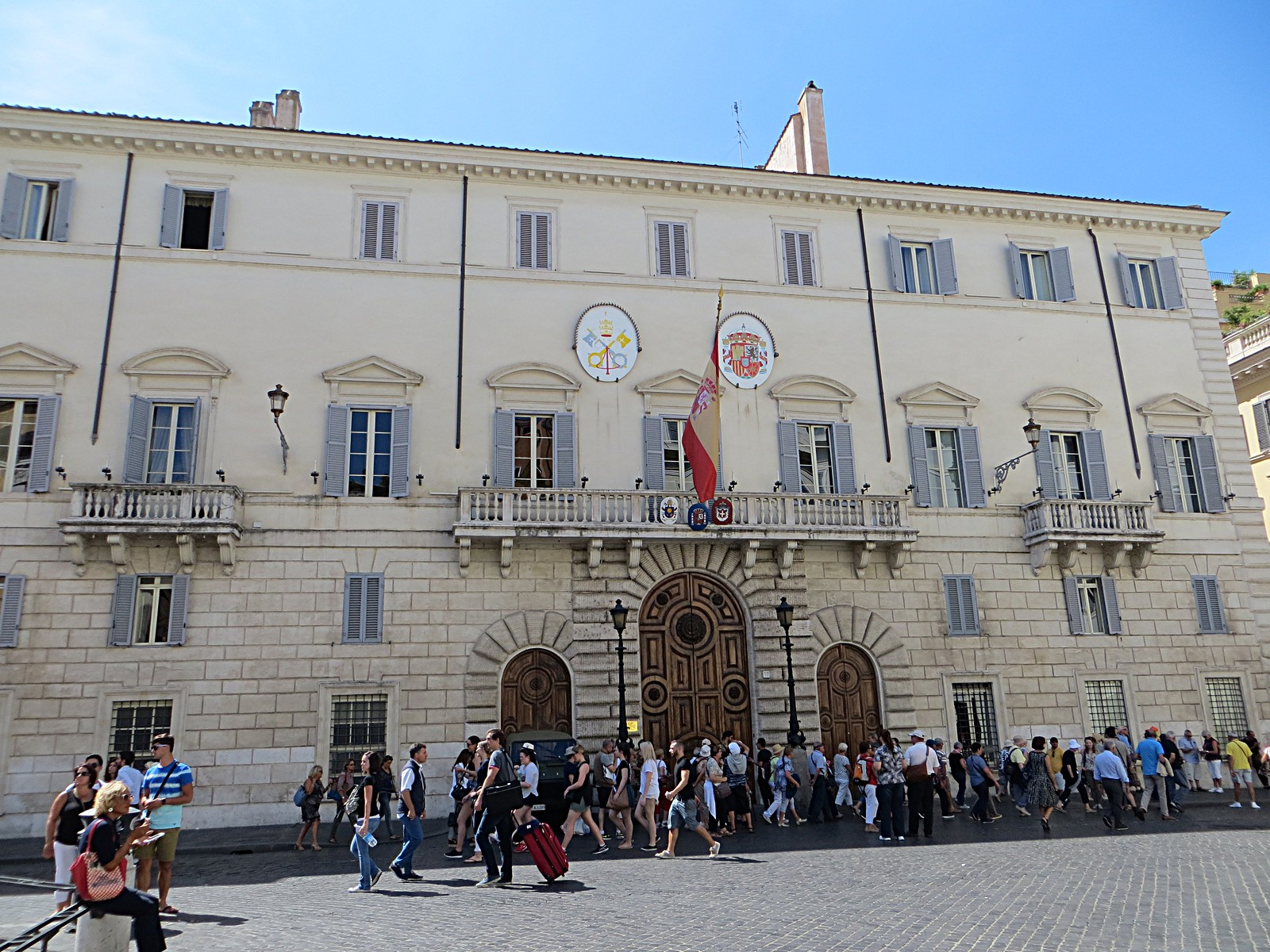
주 교황청 스페인 대사관

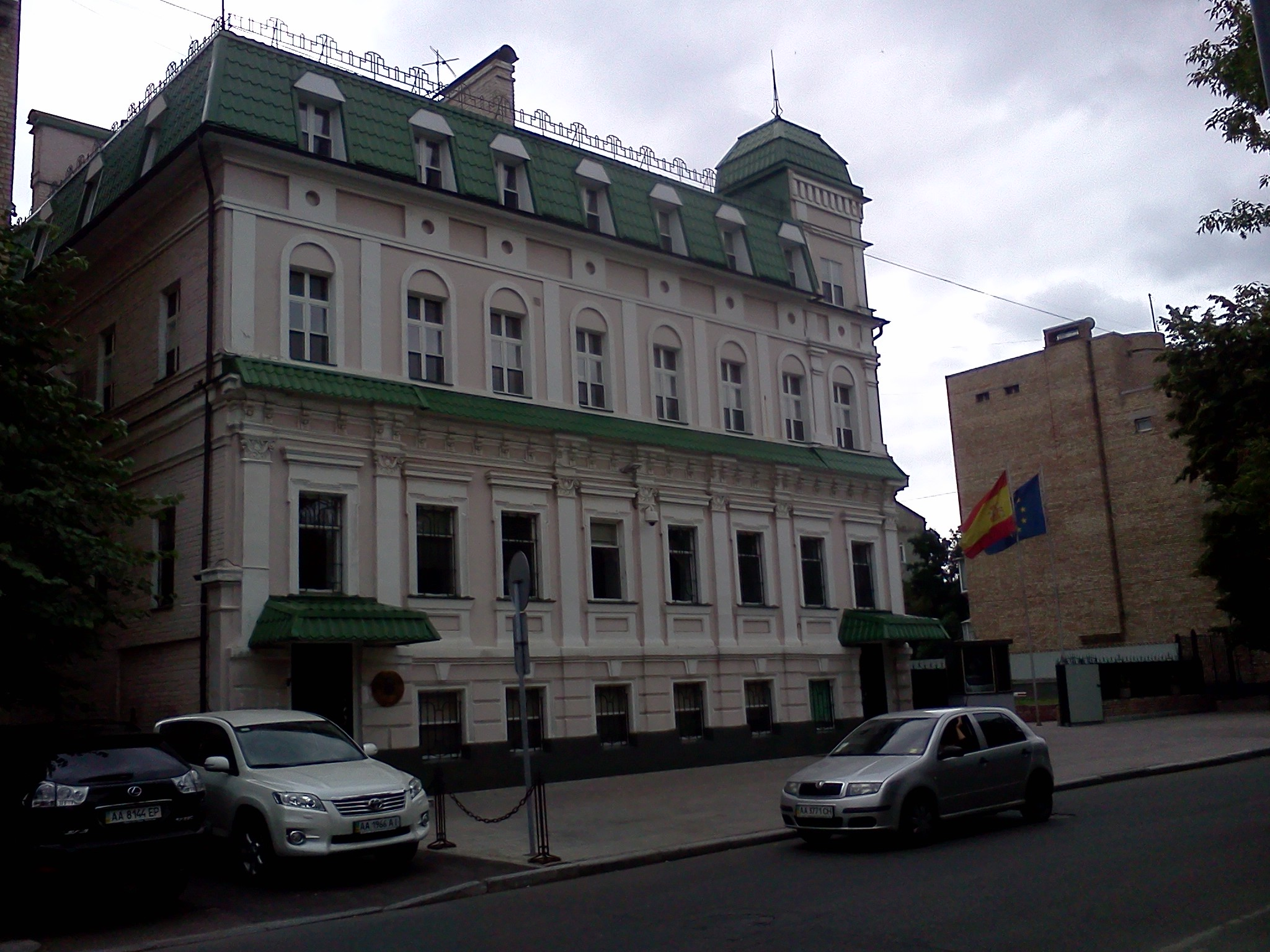
주 우크라이나 스페인 대사관

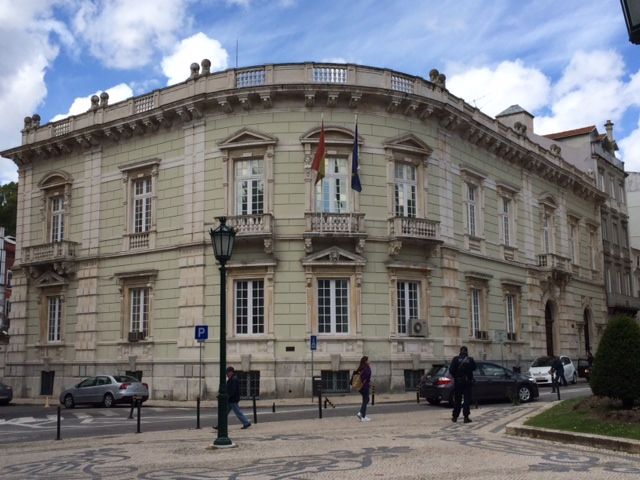
주 포르투갈 스페인 대사관

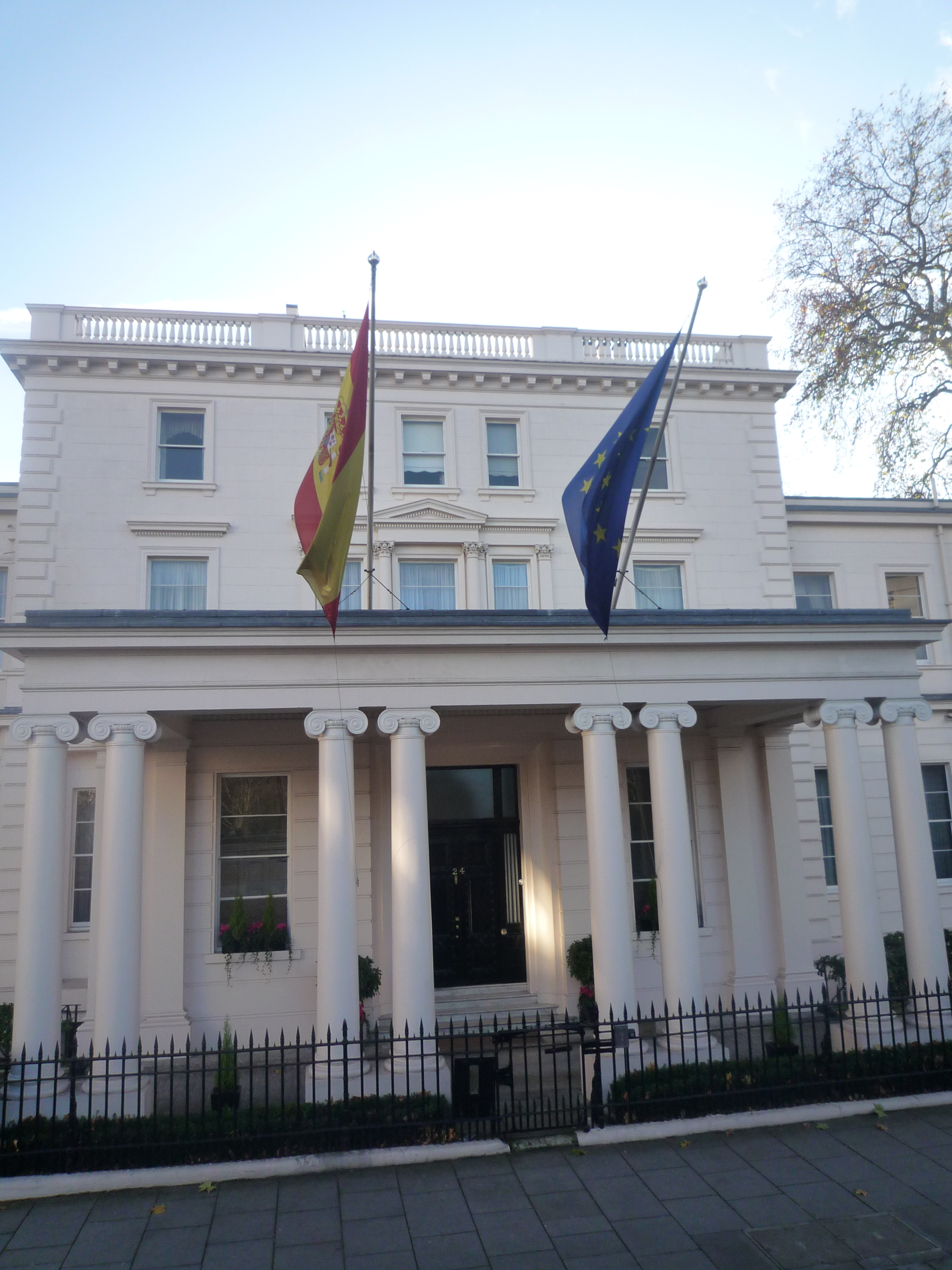
주 영국 스페인 대사관

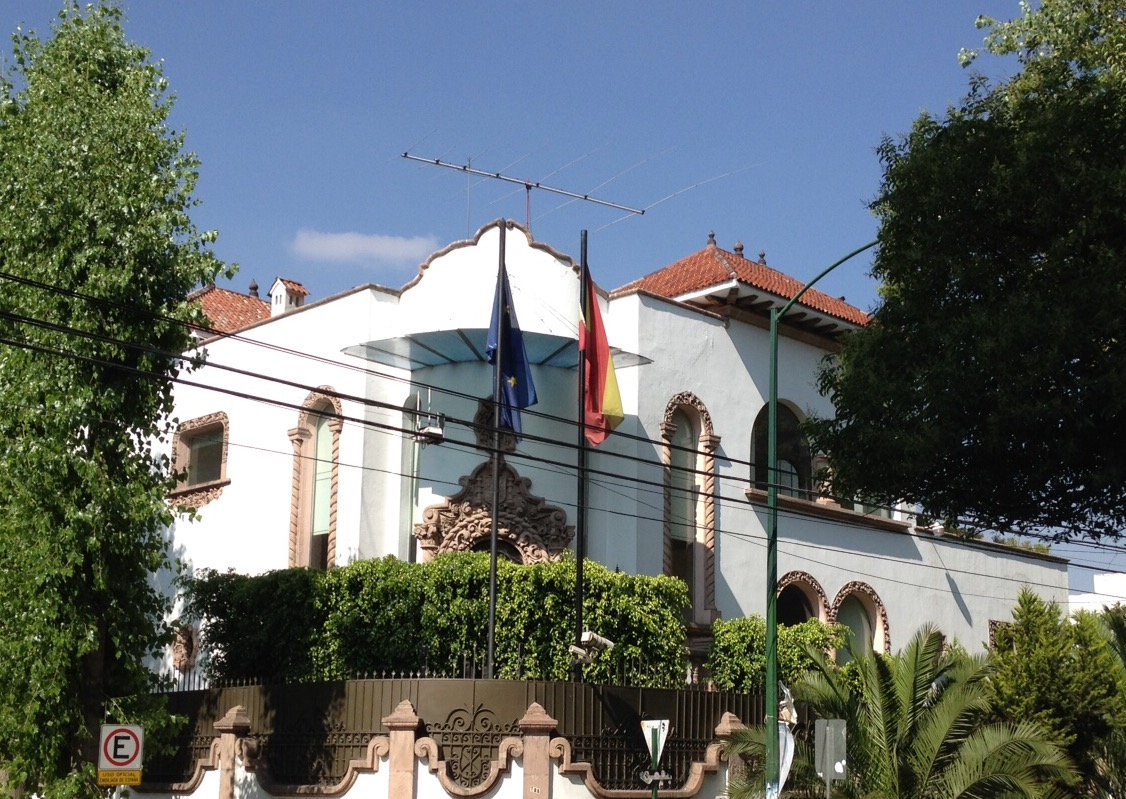
주 멕시코 스페인 대사관

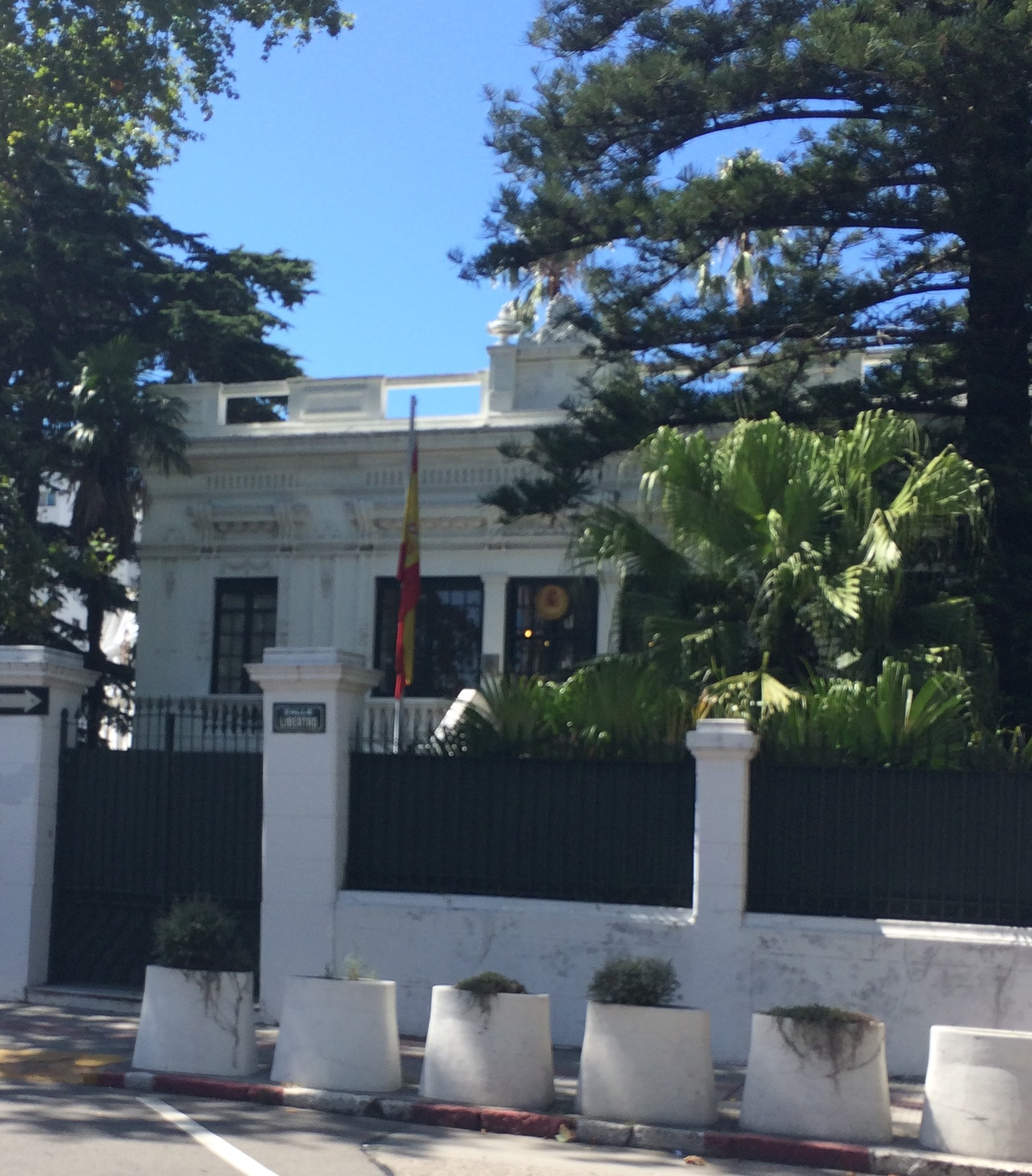
주 우루과이 스페인 대사관

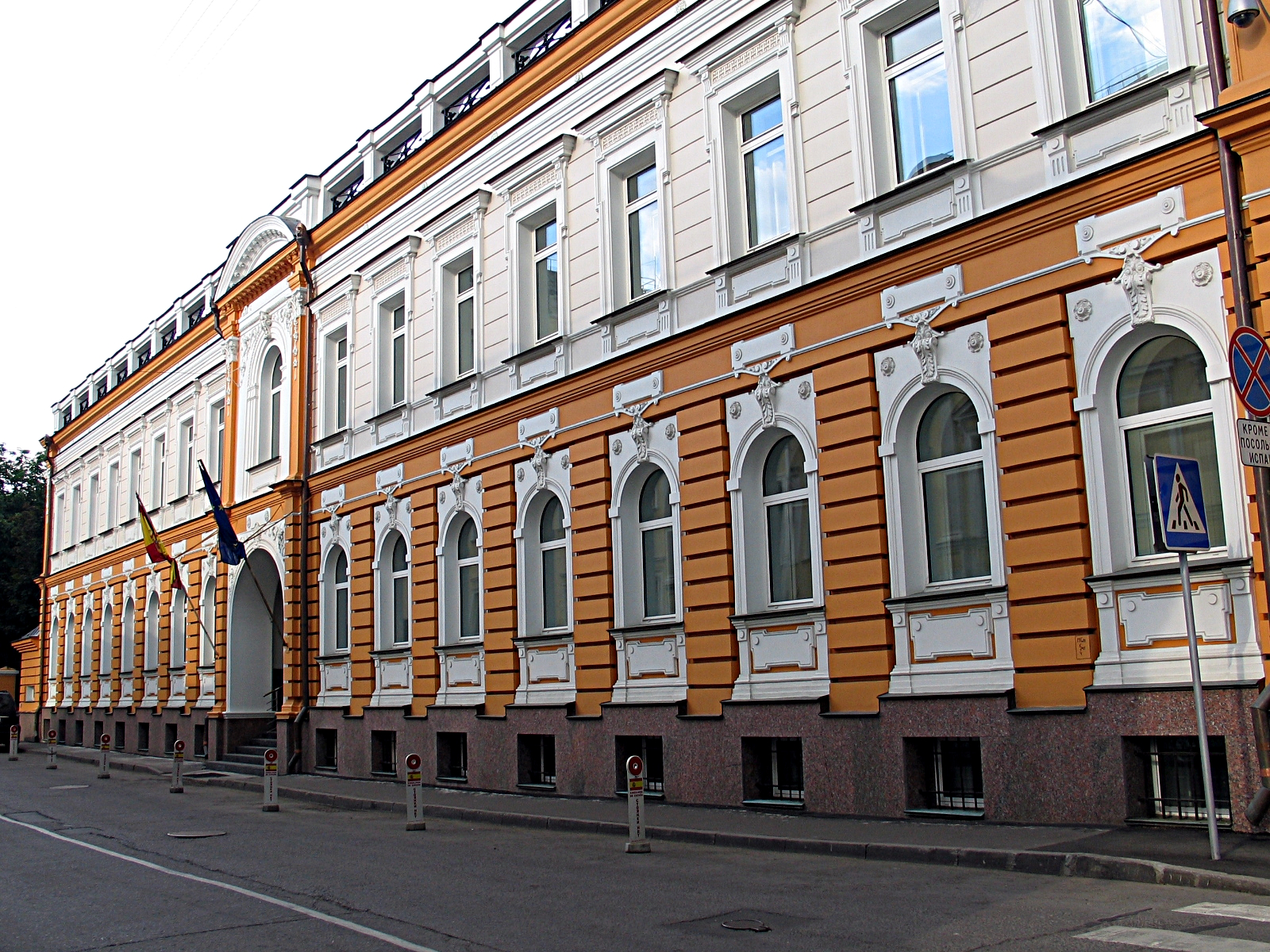
주 러시아 스페인 대사관

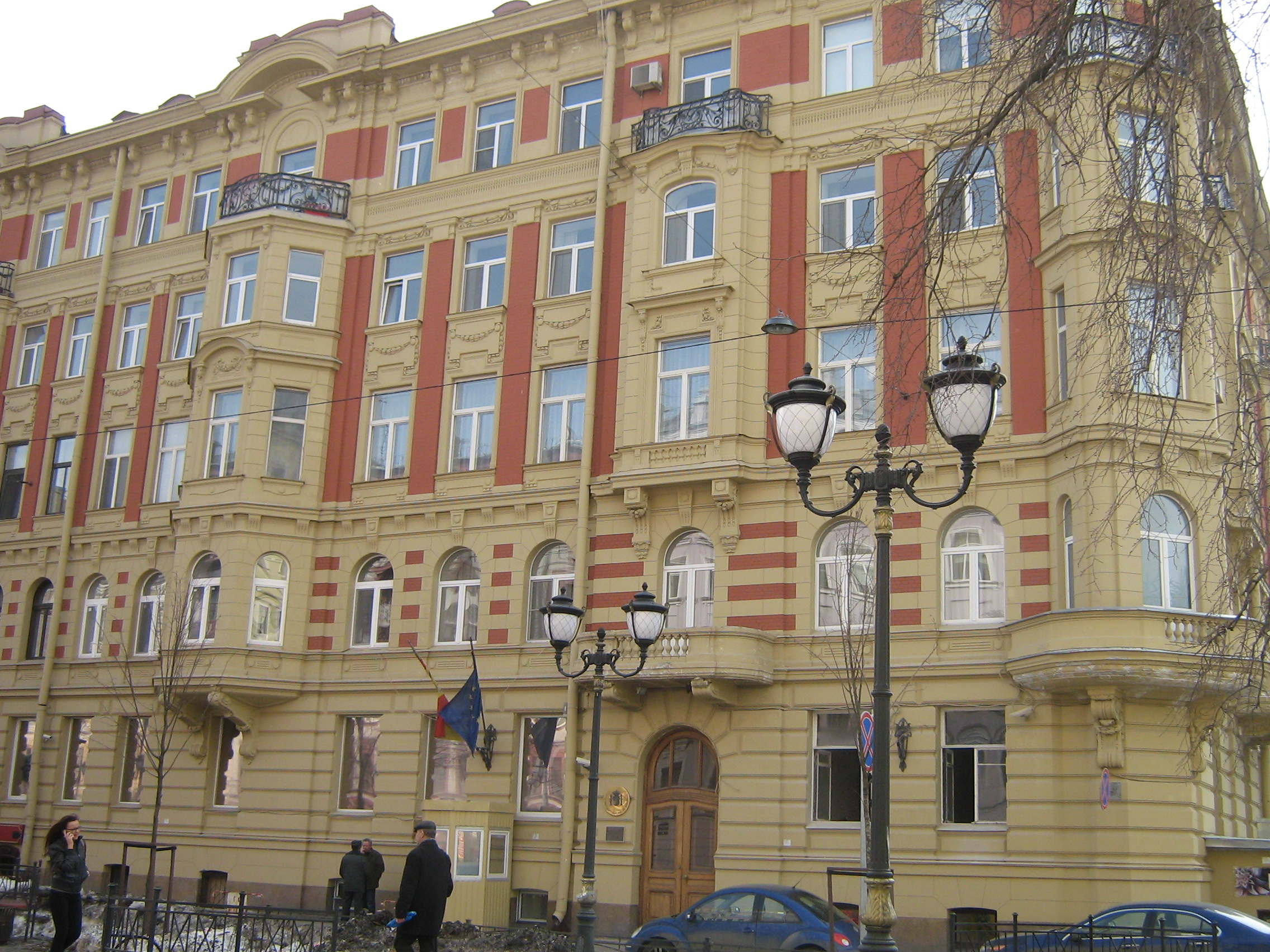
주 상트페테르부르크 스페인 총영사관

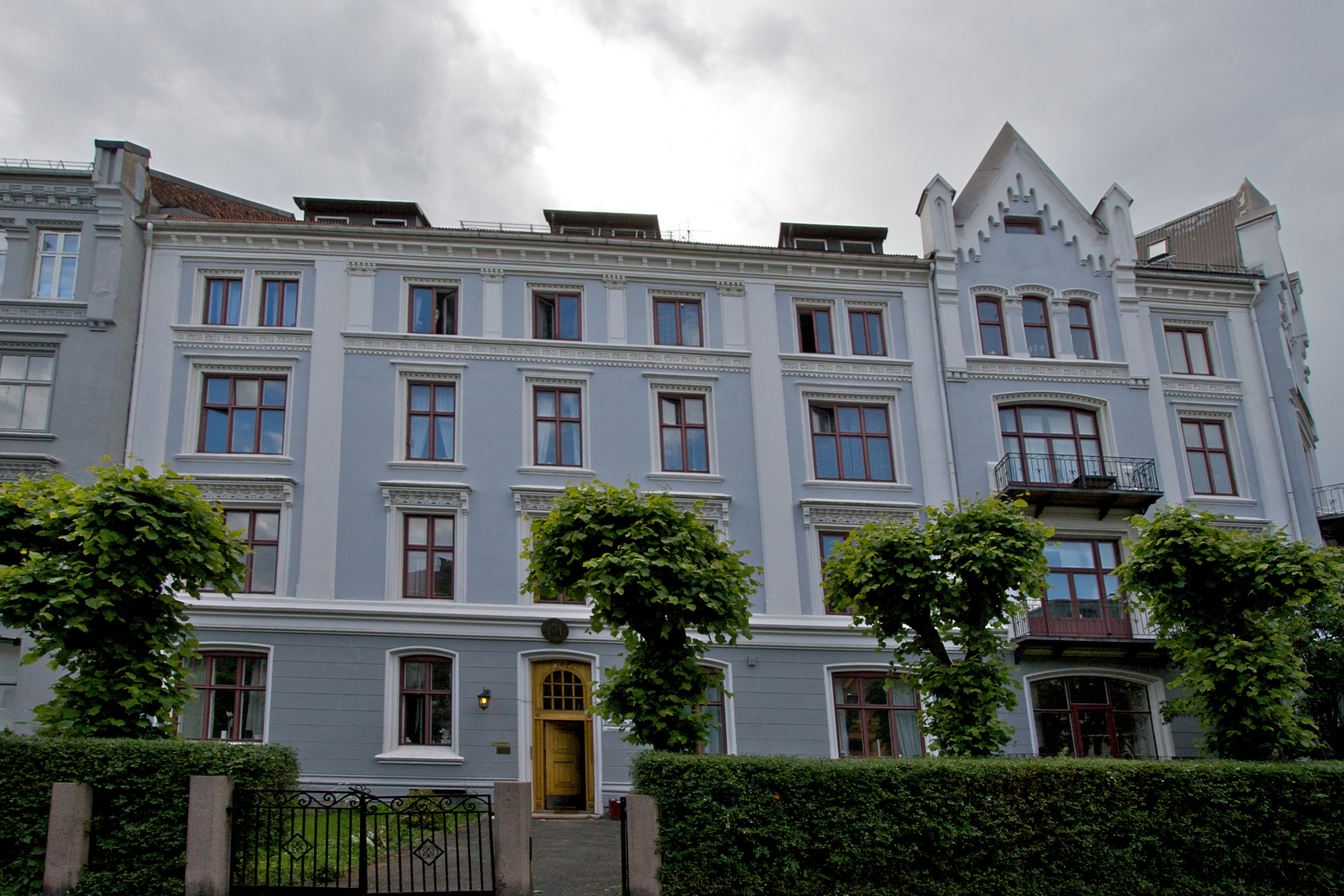
주 노르웨이 스페인 대사관

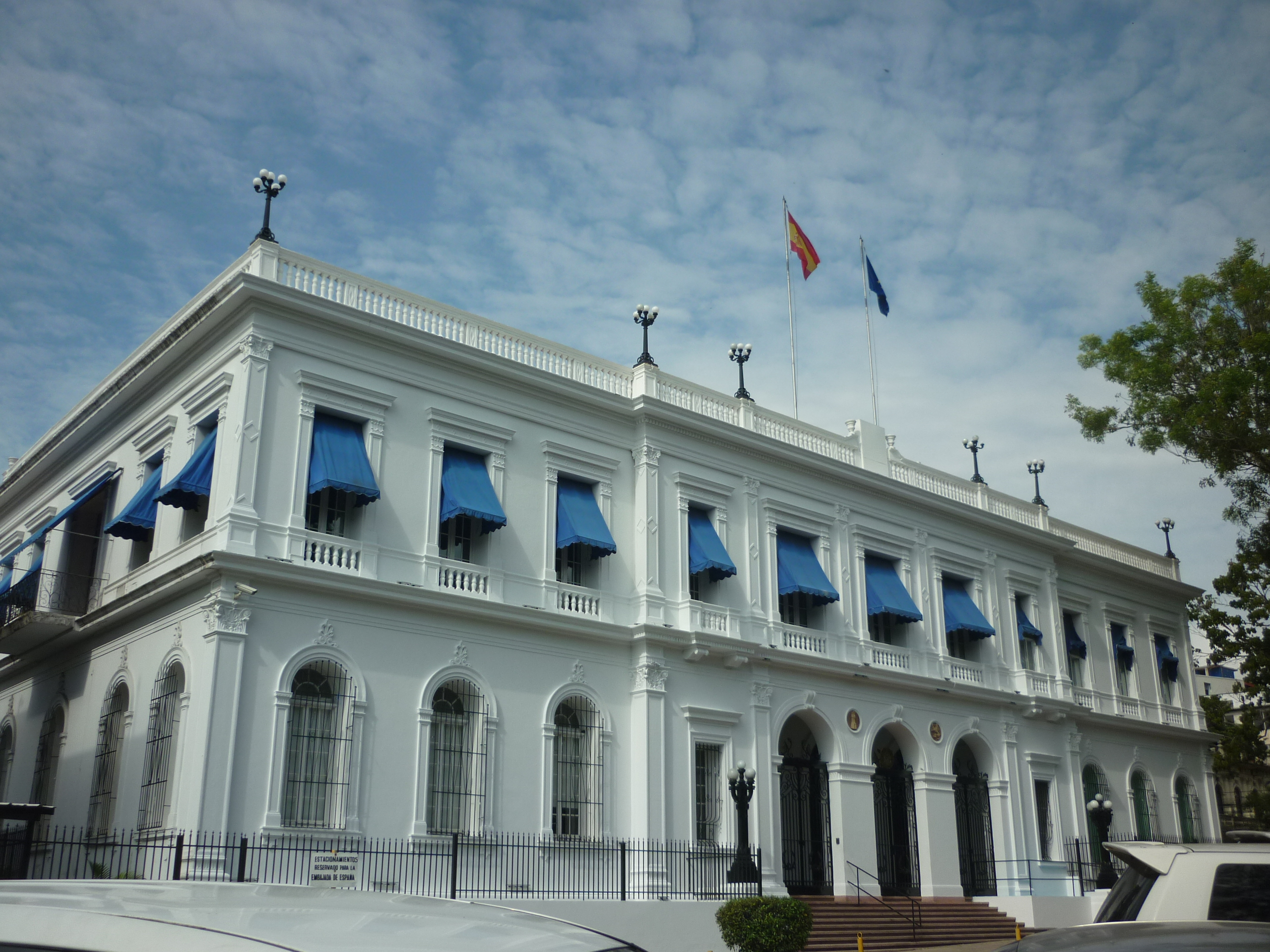
주 파나마 스페인 대사관

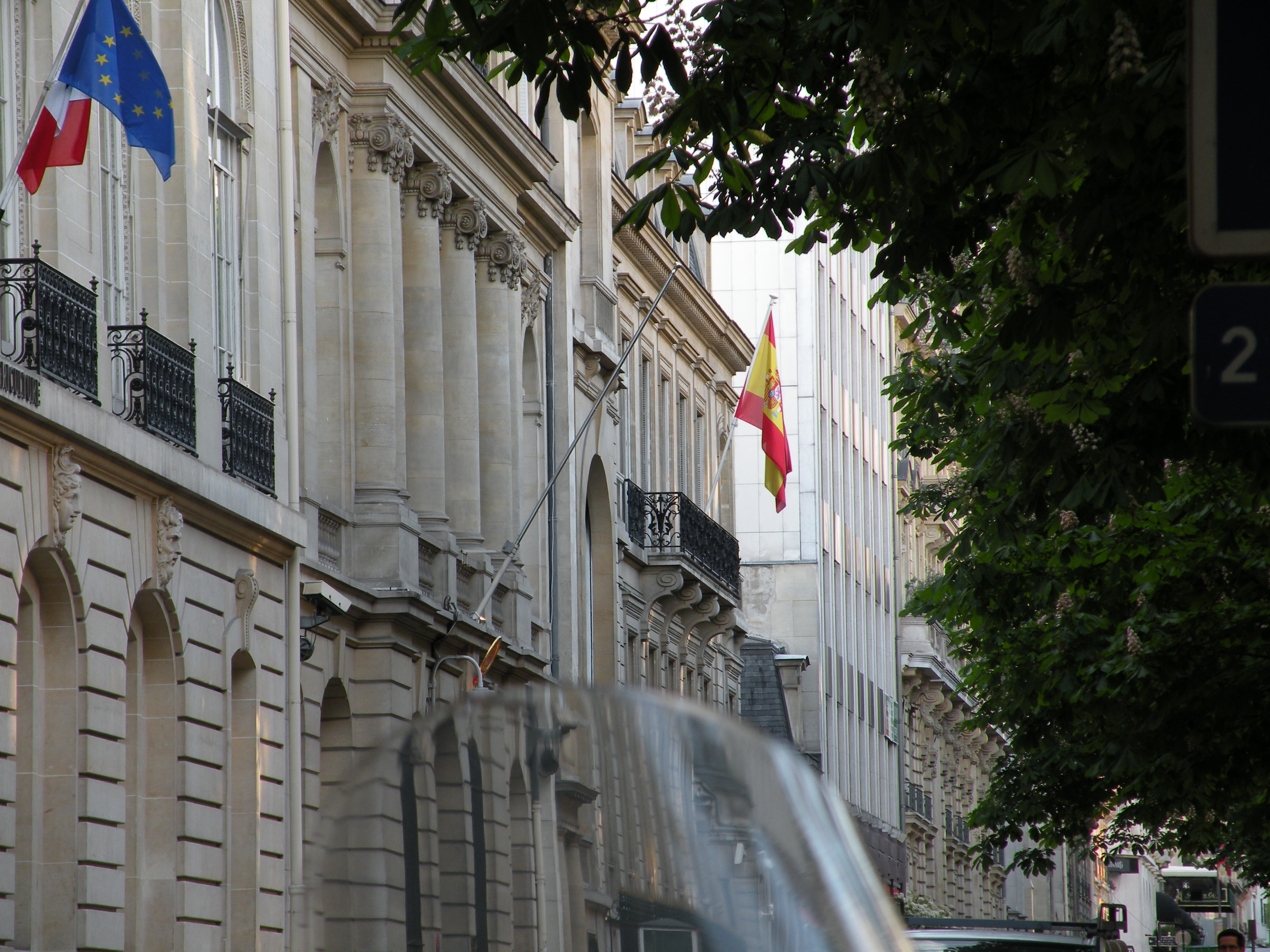
주 프랑스 스페인 대사관

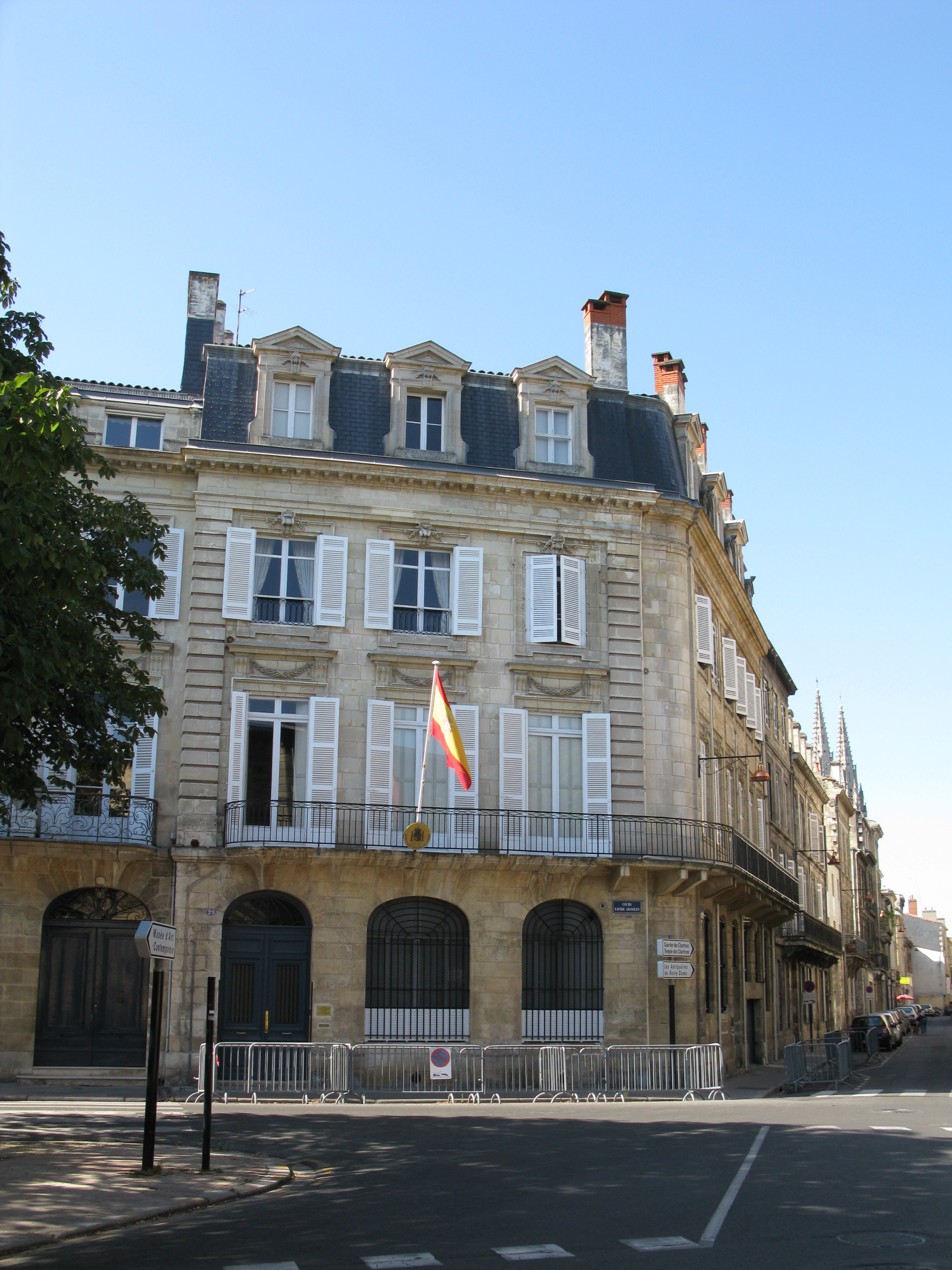
주 보르도 스페인 총영사관

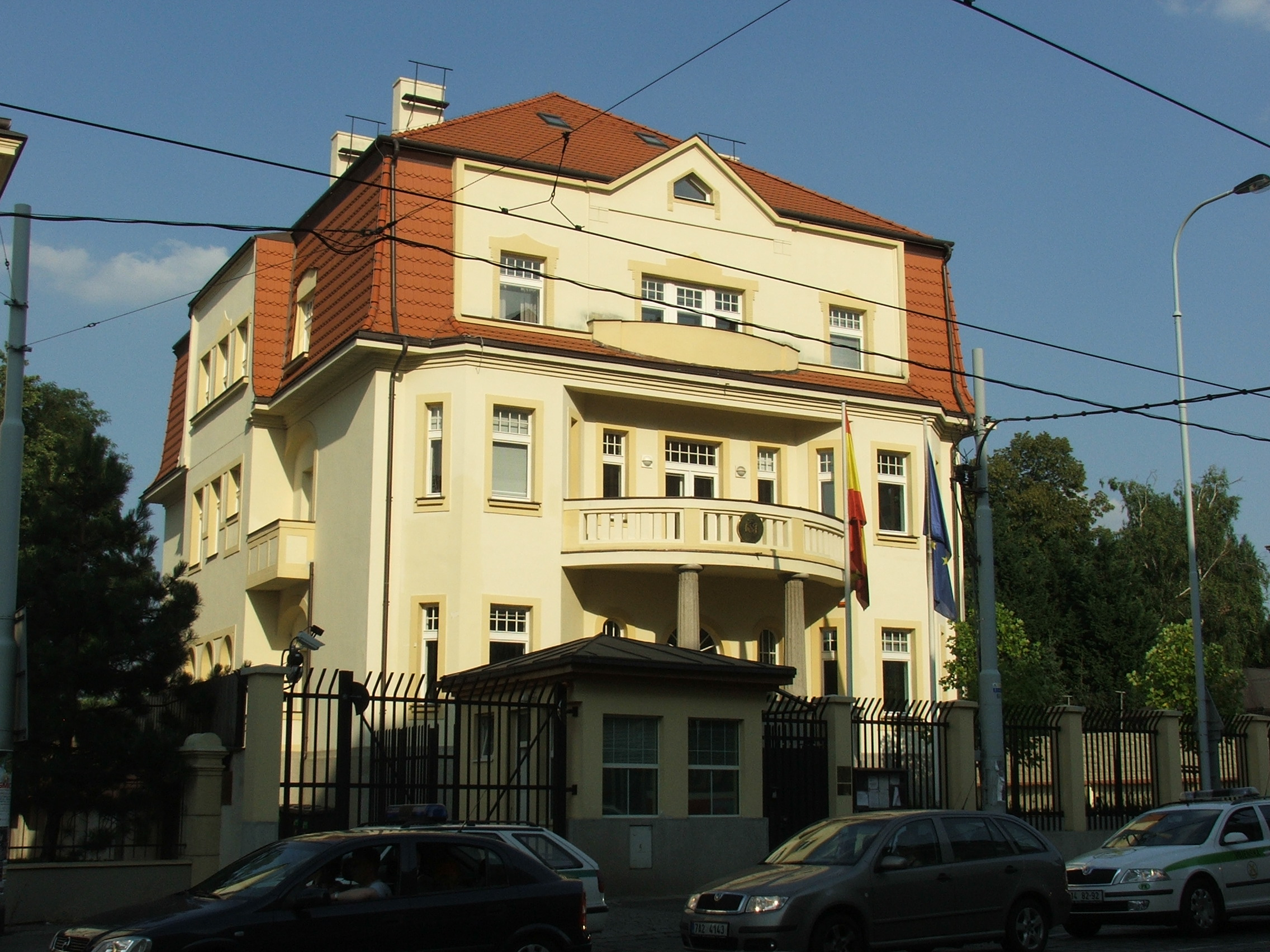
주 체코 스페인 대사관

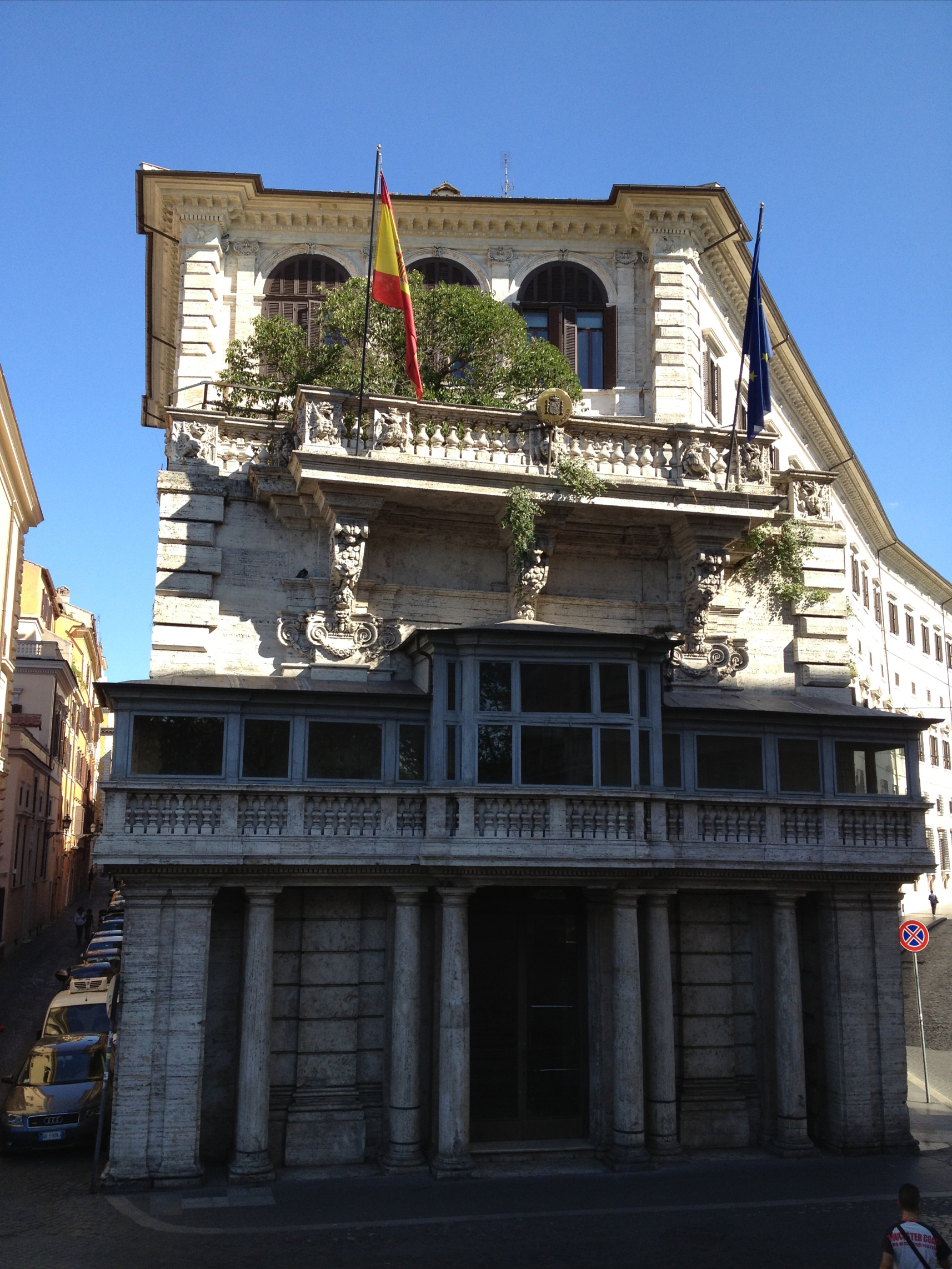
주 이탈리아 스페인 대사관

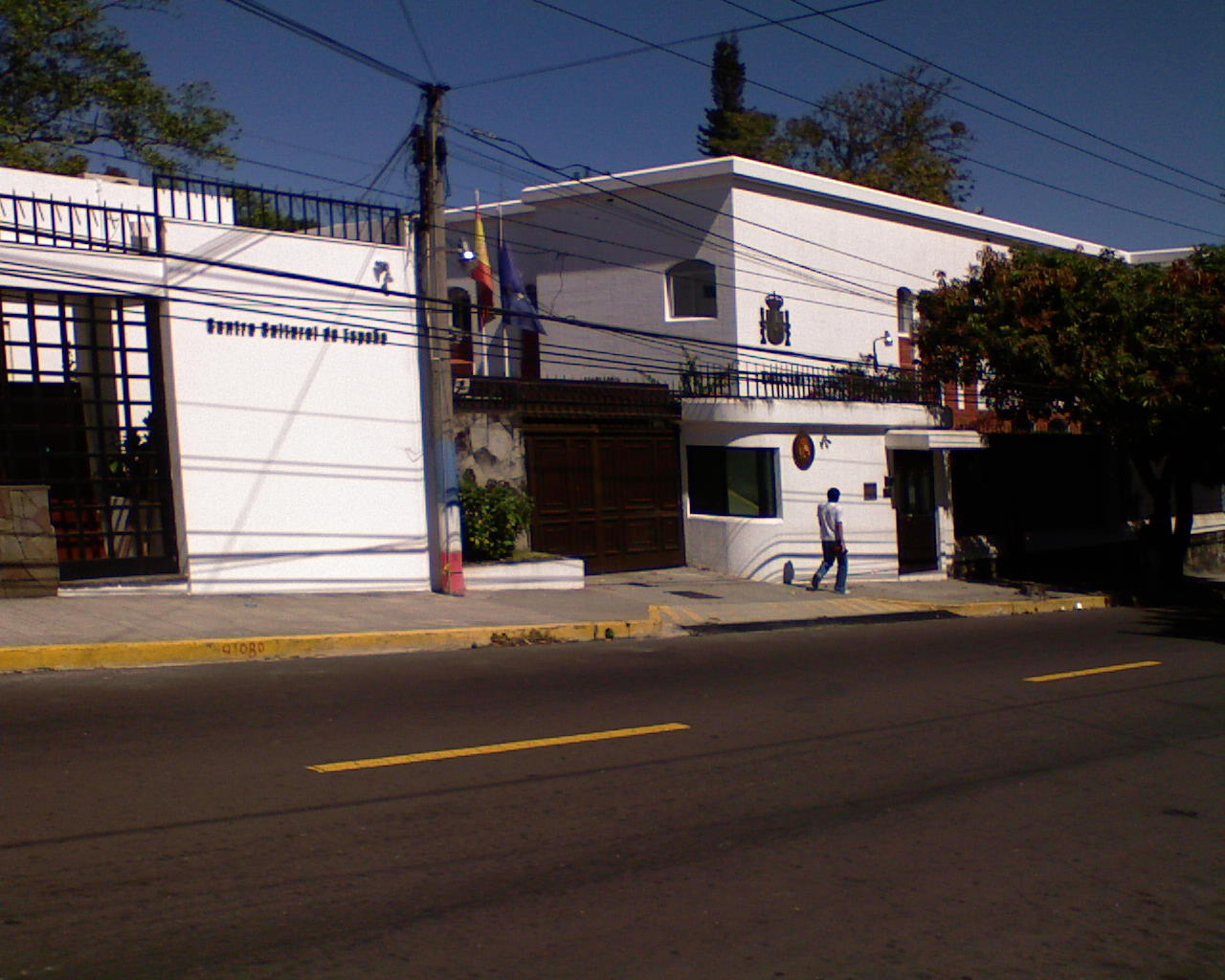
주 엘살바도르 스페인 대사관

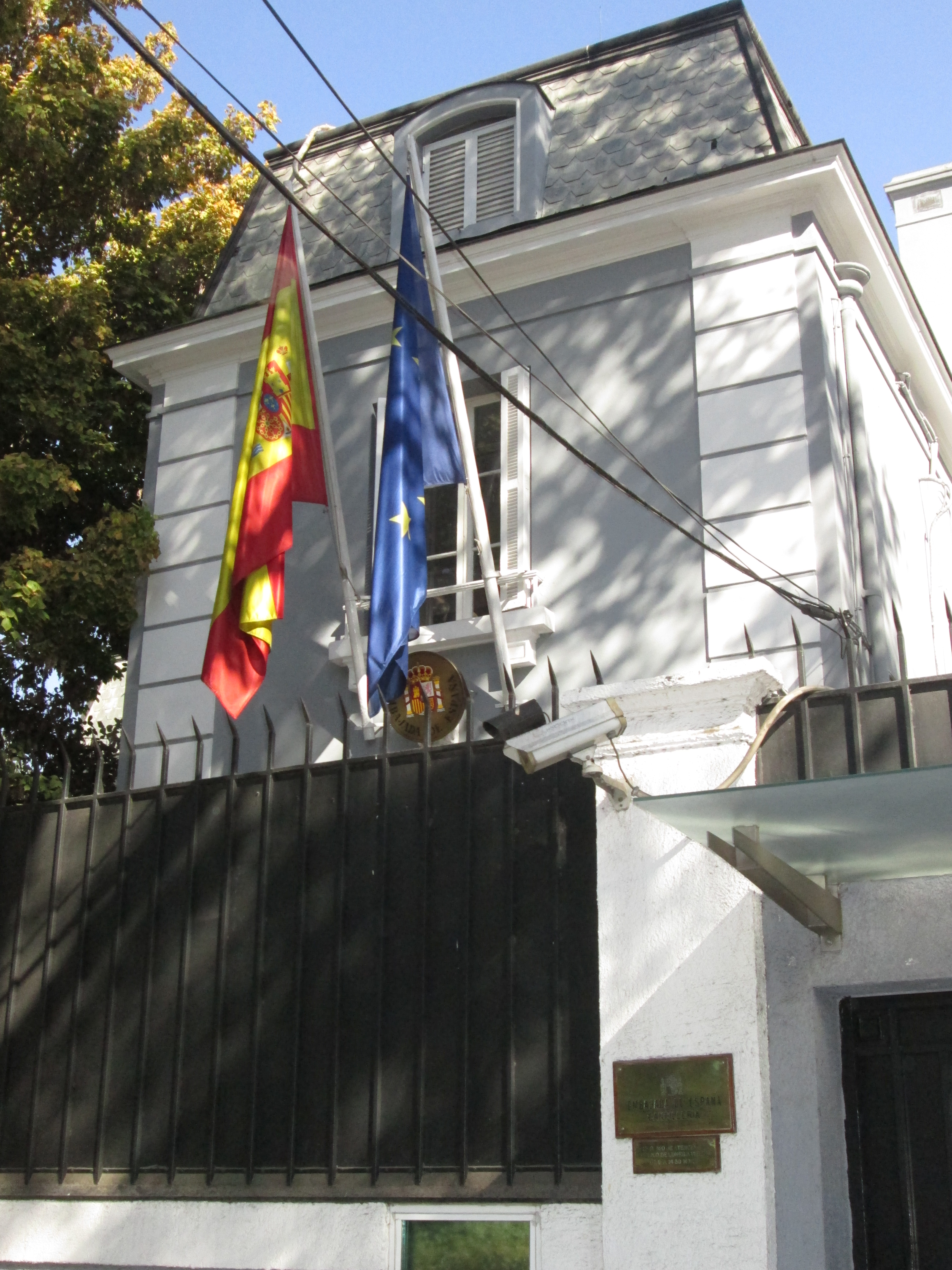
주 칠레 스페인 대사관

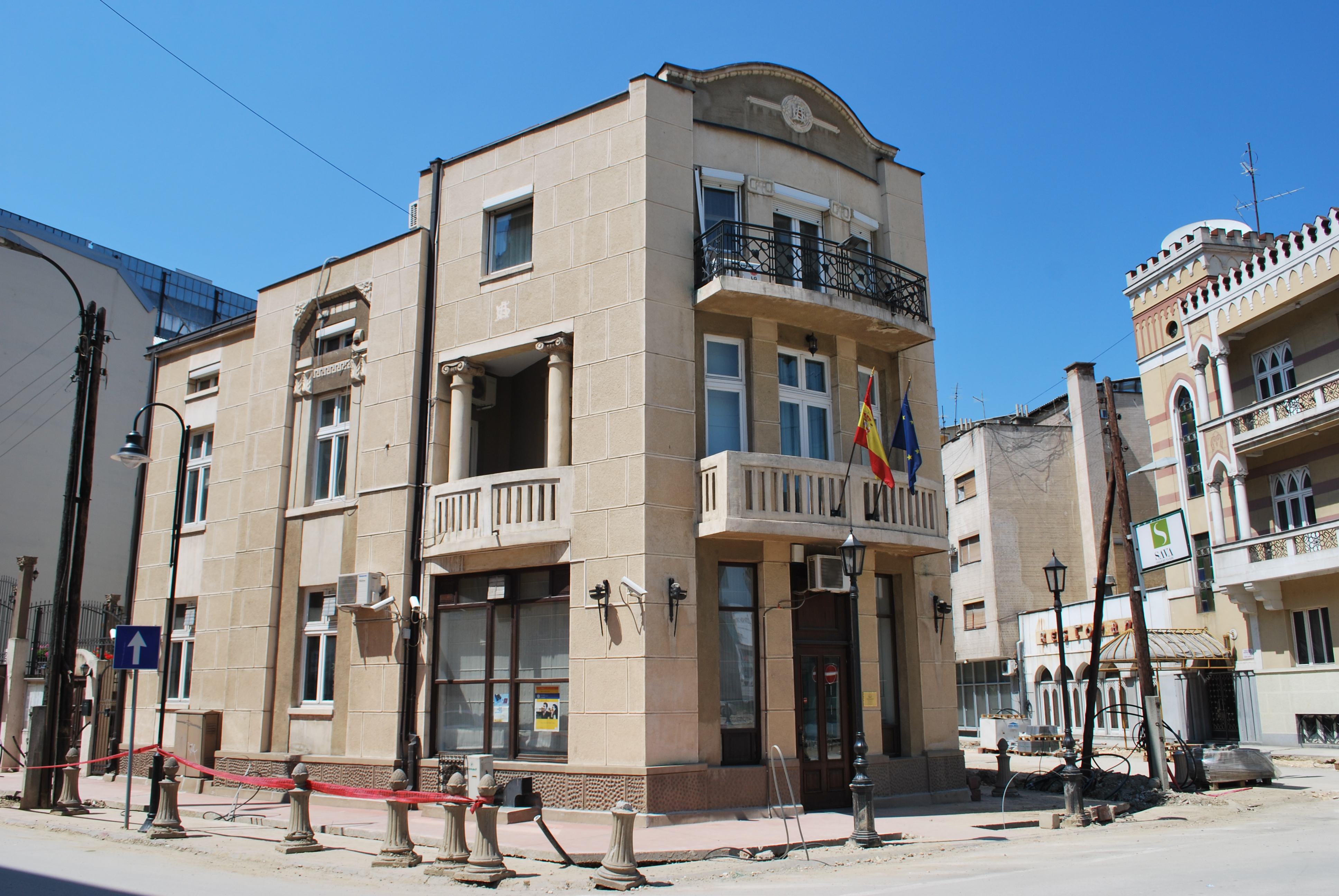
주 북마케도니아 스페인 대사관

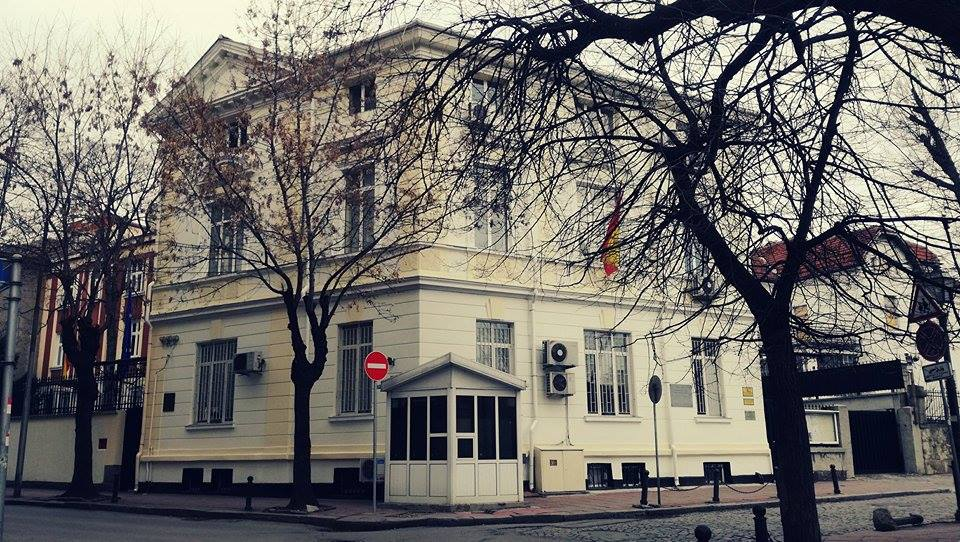
주 불가리아 스페인 대사관

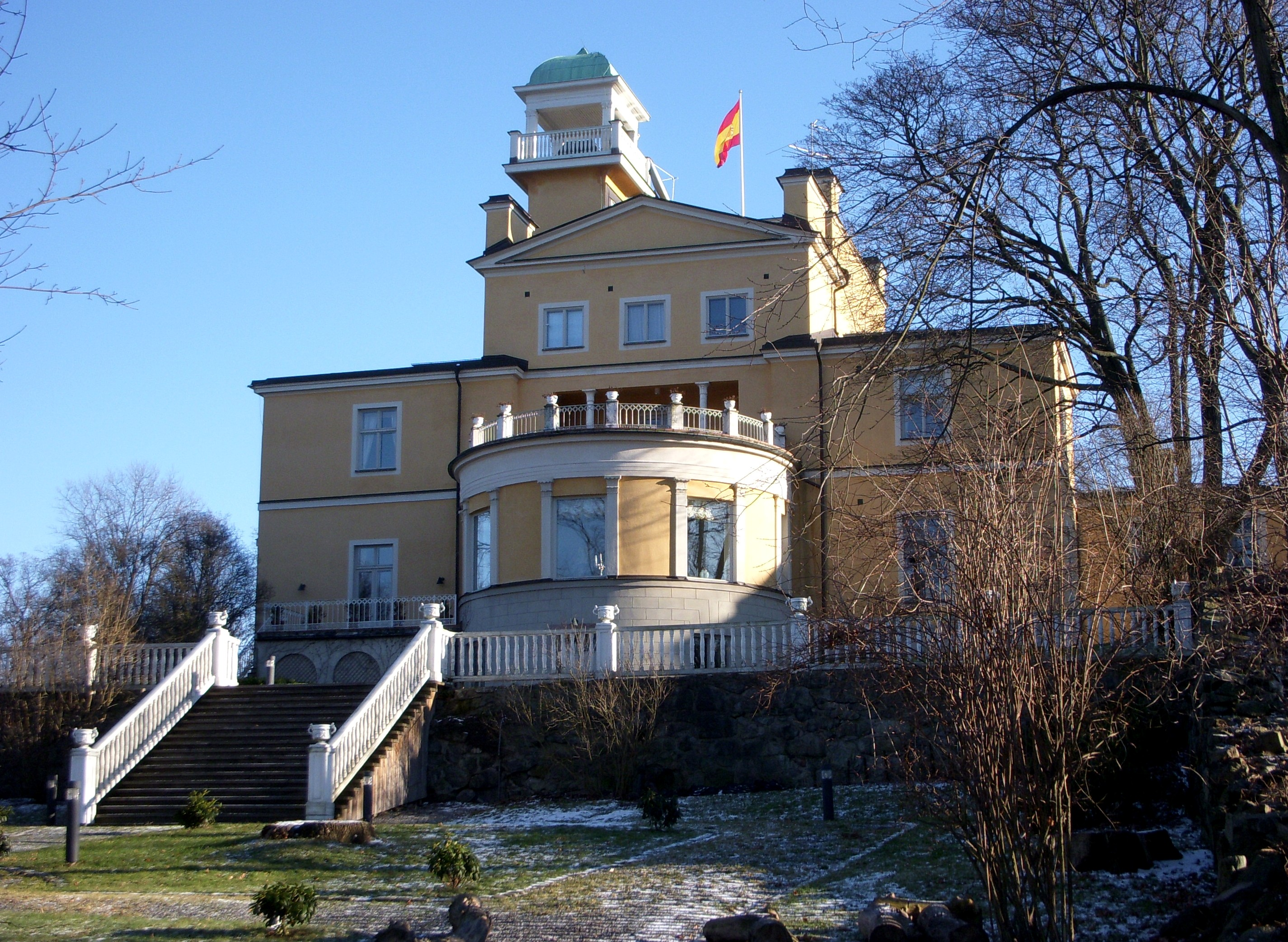
주 스웨덴 스페인 대사관

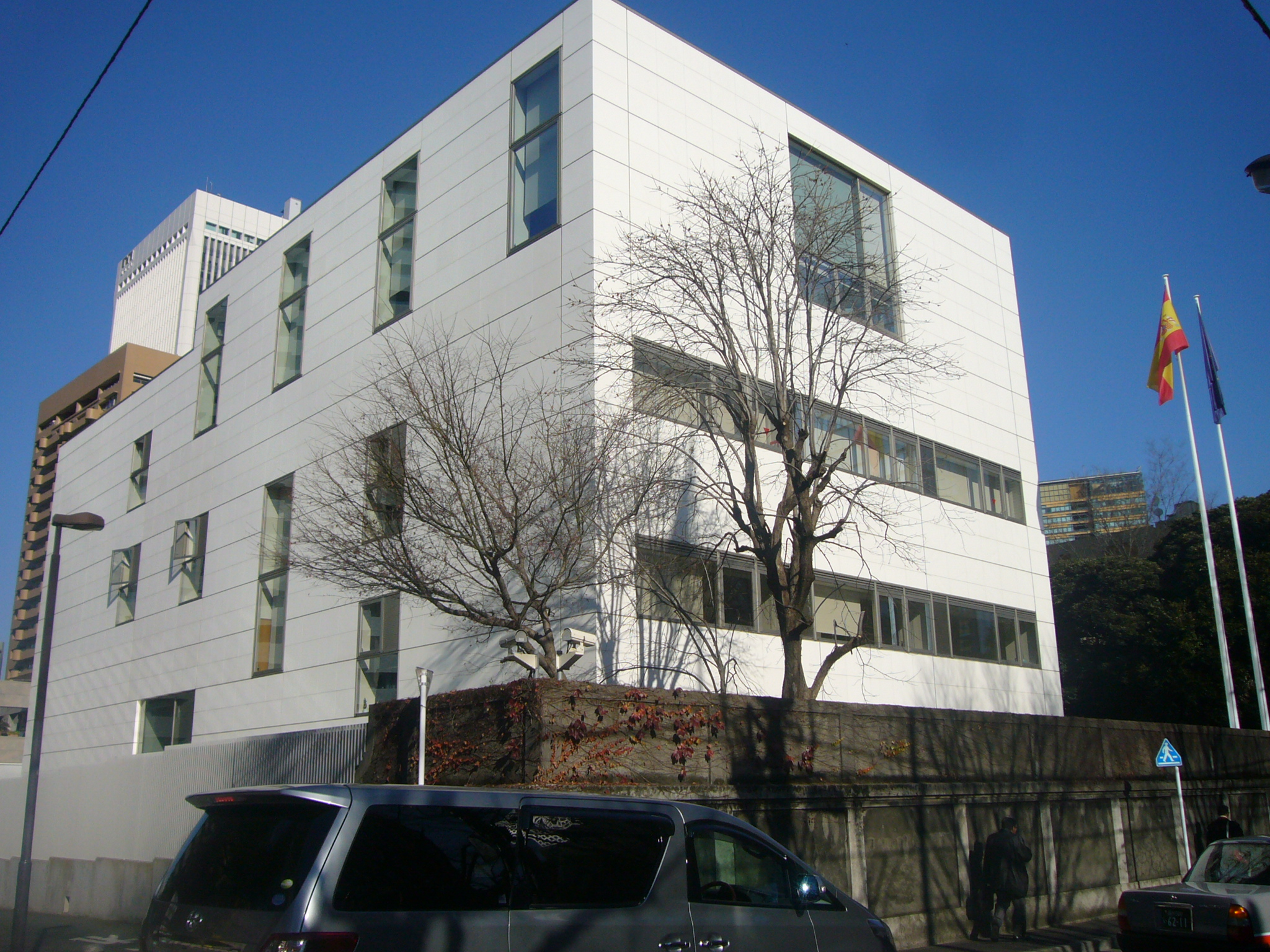
주 일본 스페인 대사관

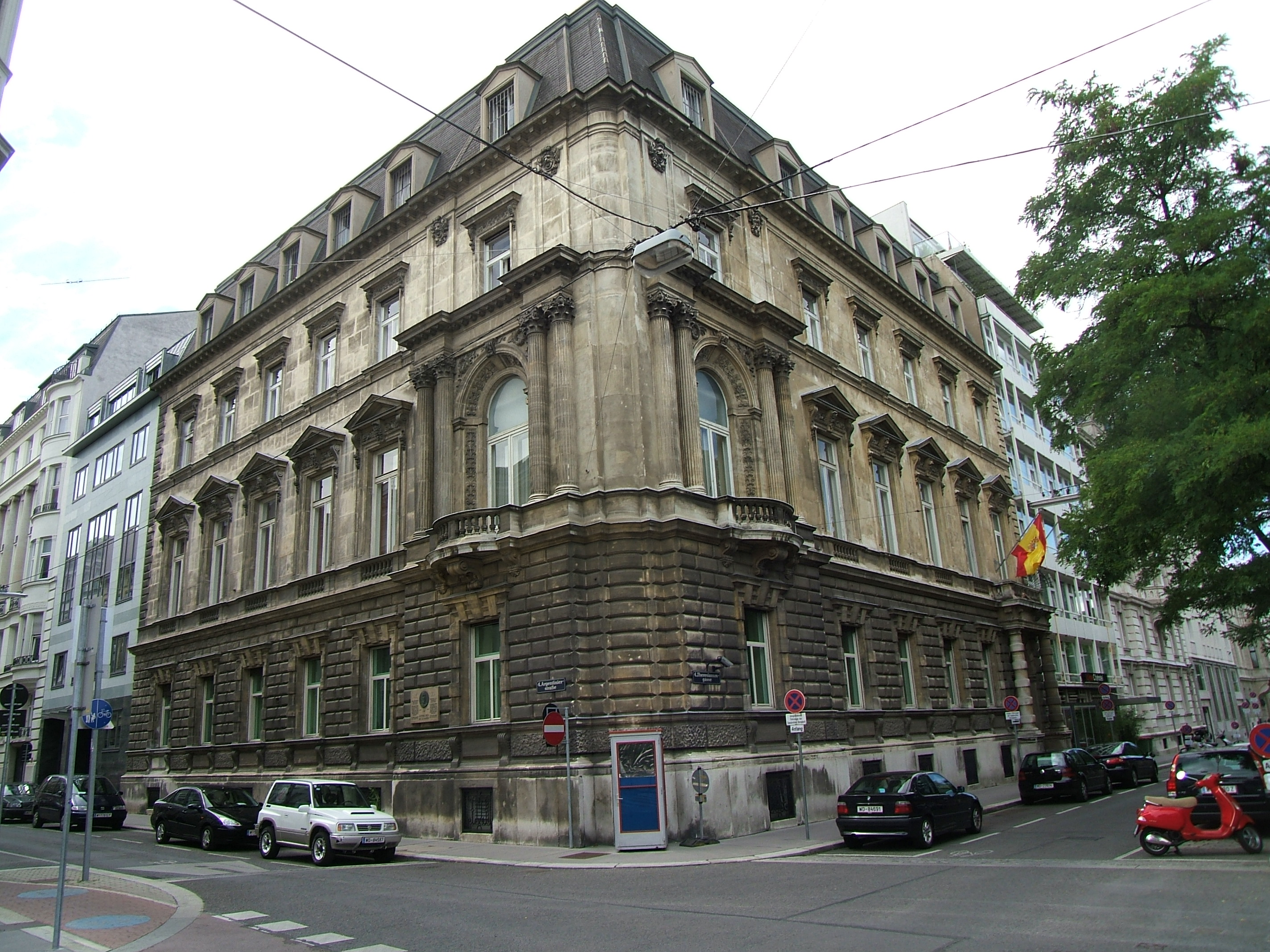
주 오스트리아 스페인 대사관

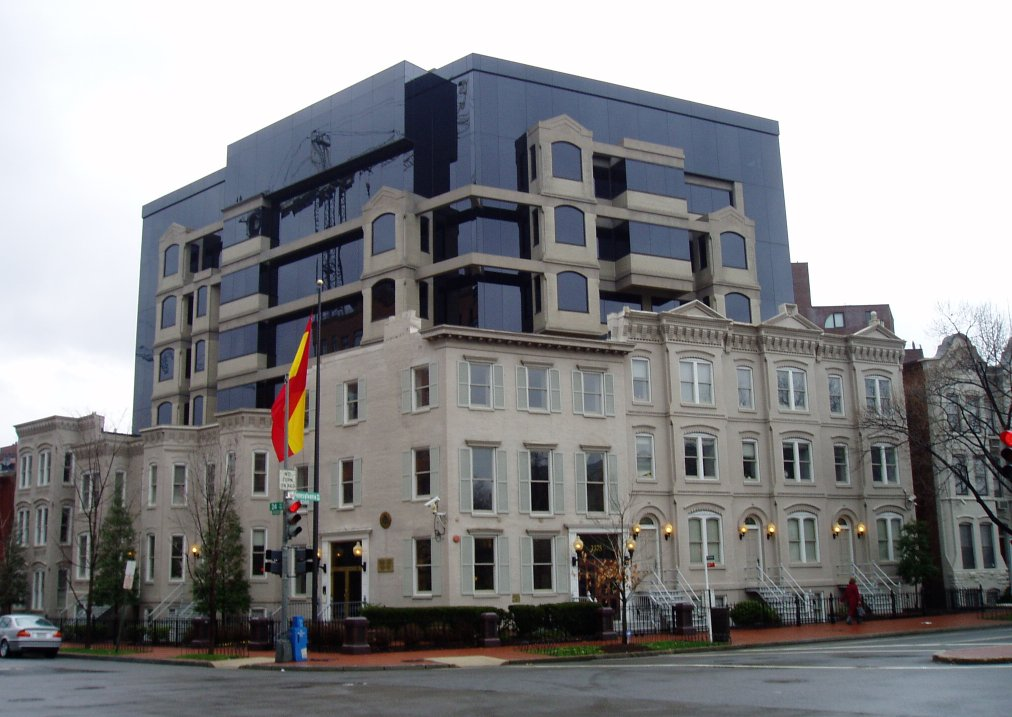
주 미국 스페인 대사관

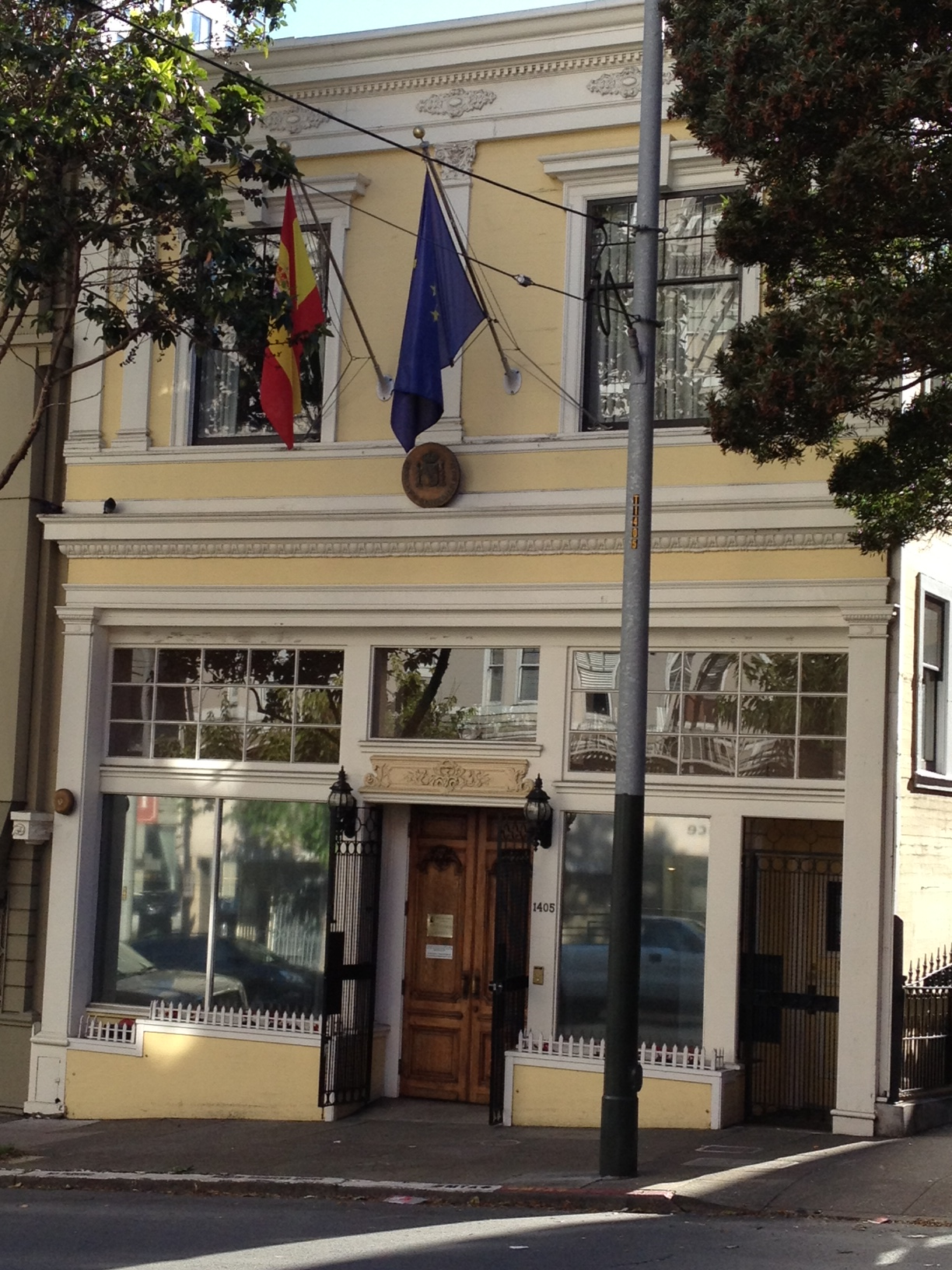
주 샌프란시스코 스페인 총영사관

스페인의 재외공관 목록은 스페인 주재 대사관을 각국에 상주시켜 놓는 것을 의미하며 스페인의 재외공관을 나열한 목록이다.

## 아프리카
- 알제리
  - 알제 (대사관), 오랑 (총영사관)
- 앙골라
  - 루안다 (대사관)
- 카메룬
  - 야운데 (대사관)
- 카보베르데
  - 프라이아 (대사관)
- 코트디부아르
  - 아비장 (대사관)
- 콩고 민주 공화국
  - 킨샤사 (대사관)
- 이집트
  - 카이로 (대사관), 알렉산드리아 (총영사관)
- 적도 기니
  - 말라보 (대사관), 바타 (총영사관)
- 에티오피아
  - 아디스아바바 (대사관)
- 가봉
  - 리브르빌 (대사관)
- 감비아
  - 반줄 (대사 사무소)
- 가나
  - 아크라 (대사관)
- 기니
  - 코나크리 (대사관)
- 기니비사우
  - 비사우 (대사관)
- 케냐
  - 나이로비 (대사관)
- 리비아
  - 트리폴리 (대사관)
- 말리
  - 바마코 (대사관)
- 모리타니
  - 누악쇼트 (대사관), 누아디부 (총영사관)
- 모로코
  - 라바트 (대사관), 아가디르 (총영사관), 카사블랑카 (총영사관), 나도르 (총영사관), 탕헤르 (총영사관), 테투안 (총영사관), 라라슈 (영사관)
- 모잠비크
  - 마푸투 (대사관)
- 나미비아
  - 빈트후크 (대사관)
- 니제르
  - 니아메 (대사관)
- 나이지리아
  - 아부자 (대사관), 라고스 (총영사관)
- 세네갈
  - 다카르 (대사관)
- 남아프리카 공화국
  - 프리토리아 (대사관), 케이프타운 (대사관, 총영사관)
- 수단
  - 하르툼 (대사관)
- 탄자니아
  - 다르에스살람 (대사관)
- 튀니지
  - 튀니스 (대사관)
- 짐바브웨
  - 하라레 (대사관)

## 아메리카
- 아르헨티나
  - 부에노스아이레스 (대사관), 바이아블랑카 (총영사관), 코르도바 (총영사관), 멘도사 (총영사관), 로사리오 (총영사관)
- 볼리비아
  - 라파스 (대사관), 산타크루스데라시에라 (총영사관)
- 브라질
  - 브라질리아 (대사관), 포르투알레그리 (총영사관), 리우데자네이루 (총영사관), 사우바도르 (총영사관), 상파울루 (총영사관)
- 캐나다
  - 오타와 (대사관), 몬트리올 (총영사관), 토론토 (총영사관)
- 칠레
  - 산티아고 (대사관)
- 콜롬비아
  - 보고타 (대사관), 카르타헤나 (총영사관)
- 코스타리카
  - 산호세 (대사관)
- 쿠바
  - 아바나 (대사관)
- 도미니카 공화국
  - 산토도밍고 (대사관)
- 에콰도르
  - 키토 (대사관), 과야킬 (총영사관)
- 엘살바도르
  - 산살바도르 (대사관)
- 과테말라
  - 과테말라 시 (대사관)
- 아이티
  - 포르토프랭스 (대사관)
- 온두라스
  - 테구시갈파 (대사관)
- 자메이카
  - 킹스턴 (대사관)
- 멕시코
  - 멕시코시티 (대사관), 과달라하라 (총영사관), 몬테레이 (총영사관)
- 니카라과
  - 마나과 (대사관)
- 파나마
  - 파나마시티 (대사관)
- 파라과이
  - 아순시온 (대사관)
- 페루
  - 리마 (대사관)
- 트리니다드 토바고
  - 포트오브스페인 (대사관)
- 미국
  - 워싱턴 D.C. (대사관), 보스턴 (총영사관), 시카고 (총영사관), 휴스턴 (총영사관), 로스앤젤레스 (총영사관), 마이애미 (총영사관), 뉴욕 (총영사관), 샌프란시스코 (총영사관), 산후안 (총영사관)
- 우루과이
  - 몬테비데오 (대사관)
- 베네수엘라
  - 카라카스 (대사관)

## 아시아
- 아프가니스탄
  - 카불 (대사관)
- 아제르바이잔
  - 바쿠 (대사관)
- 방글라데시
  - 다카 (대사관)
- 중화인민공화국
  - 베이징시 (대사관), 광저우시 (총영사관), 홍콩 (총영사관), 상하이시 (총영사관)
- 인도
  - 뉴델리 (대사관), 뭄바이 (총영사관)
- 인도네시아
  - 자카르타 (대사관)
- 이란
  - 테헤란 (대사관)
- 이라크
  - 바그다드 (대사관)
- 이스라엘
  - 텔아비브 (대사관), 예루살렘 (총영사관)
- 일본
  - 도쿄도 (대사관)
- 요르단
  - 암만 (대사관)
- 카자흐스탄
  - 아스타나 (대사관)
- 대한민국
  - 서울특별시 (대사관)
- 쿠웨이트
  - 쿠웨이트시티 (대사관)
- 레바논
  - 베이루트 (대사관)
- 말레이시아
  - 쿠알라룸푸르 (대사관)
- 오만
  - 무스카트 (대사관)
- 파키스탄
  - 이슬라마바드 (대사관)
- 필리핀
  - 마닐라 (대사관)
- 카타르
  - 도하 (대사관)
- 사우디아라비아
  - 리야드 (대사관)
- 싱가포르
  - 싱가포르 (대사관)
- 중화민국
  - 타이베이시 (스페인 상공회의소)
- 태국
  - 방콕 (대사관)
- 튀르키예
  - 앙카라 (대사관), 이스탄불 (총영사관)
- 아랍에미리트
  - 아부다비 (대사관)
- 베트남
  - 하노이 (대사관)

## 유럽
- 알바니아
  - 티라나 (대사관)
- 안도라
  - 안도라라벨랴 (대사관)
- 오스트리아
  - 빈 (대사관)
- 벨기에
  - 브뤼셀 (대사관)
- 보스니아 헤르체고비나
  - 사라예보 (대사관)
- 불가리아
  - 소피아 (대사관)
- 크로아티아
  - 자그레브 (대사관)
- 키프로스
  - 니코시아 (대사관)
- 체코
  - 프라하 (대사관)
- 덴마크
  - 코펜하겐 (대사관)
- 에스토니아
  - 탈린 (대사관)
- 핀란드
  - 헬싱키 (대사관)
- 프랑스
  - 파리 (대사관), 바욘 (총영사관), 보르도 (총영사관), 리옹 (총영사관), 몽펠리에 (총영사관), 마르세유 (총영사관), 포 (총영사관), 페르피냥 (총영사관), 스트라스부르 (총영사관), 툴루즈 (총영사관)
- 독일
  - 베를린 (대사관), 뒤셀도르프 (총영사관), 프랑크푸르트암마인 (총영사관), 함부르크 (총영사관), 하노버 (총영사관), 뮌헨 (총영사관), 슈투트가르트 (총영사관)
- 그리스
  - 아테네 (대사관)
- 바티칸 시국
  - 로마 (대사관)
- 헝가리
  - 부다페스트 (대사관)
- 아일랜드
  - 더블린 (대사관)
- 이탈리아
  - 로마 (대사관), 제노바 (총영사관), 밀라노 (총영사관), 나폴리 (총영사관)
- 라트비아
  - 리가 (대사관)
- 리투아니아
  - 빌뉴스 (대사관)
- 룩셈부르크
  - 룩셈부르크 시 (대사관)
- 북마케도니아
  - 스코페 (대사관)
- 몰타
  - 발레타 (대사관)
- 네덜란드
  - 헤이그 (대사관), 암스테르담 (총영사관)
- 노르웨이
  - 오슬로 (대사관)
- 폴란드
  - 바르샤바 (대사관)
- 포르투갈
  - 리스본 (대사관), 포르투 (총영사관), 발렌사 (영사관), 빌라헤알드산투안토니우 (영사관)
- 루마니아
  - 부쿠레슈티 (대사관)
- 러시아
  - 모스크바 (대사관), 상트페테르부르크 (총영사관)
- 세르비아
  - 베오그라드 (대사관)
- 슬로바키아
  - 브라티슬라바 (대사관)
- 슬로베니아
  - 류블랴나 (대사관)
- 스웨덴
  - 스톡홀름 (대사관)
- 스위스
  - 베른 (대사관), 제네바 (총영사관), 취리히 (총영사관)
- 우크라이나
  - 키예프 (대사관)
- 영국
  - 런던 (대사관), 에든버러 (총영사관)

## 오세아니아
- 오스트레일리아
  - 캔버라 (대사관), 멜버른 (총영사관), 시드니 (총영사관)
- 뉴질랜드
  - 웰링턴 (대사관)

## 대표부
- EU, NATO 스페인 정부 대표부 : 브뤼셀
- UN 스페인 정부 대표부 : 뉴욕, 빈, 제네바, 나이로비
- UNESCO, OECD 스페인 정부 대표부 : 파리
- FAO 스페인 정부 대표부 : 로마
- 미주 기구 스페인 옵서버 상주대표부 : 워싱턴 D.C.
- 아프리카 연합 스페인 옵서버 상주대표부 : 아디스아바바
- 유럽 평의회 스페인 정부 대표부 : 스트라스부르
- 유럽 안보 협력 기구 스페인 정부 대표부 : 빈